# Білоруси
Білору́си (біл. беларусы, biełarusy) — східнослов'янський етнос, основне і корінне населення Білорусі. Як етнос сформувався на землях сучасної Білорусі та частин суміжних земель сучасних: Литви, Польщі, України та Росії. За межами Білорусі проживають в США, Росії, Україні, Канаді, Латвії, Казахстані, Польщі, Литви, Естонії та багатьох інших країнах. Загальна чисельність перевищує 9 мільйонів осіб. З них більше 7 мільйонів мешкає в Білорусі. Більшість білорусів розмовляють білоруською та російською мовами, які належать до східнослов'янської мовної групи. За релігійною приналежністю — християни.

## Історія

### Етнонім
Білоруська етнічна спільність складалася в XIV—XV століттях. Назва білоруси, білорусці сходить до топоніма Біла Русь, який в XIV—XVI століттях застосовувався щодо Вітебщини і північного сходу Могилівщини, а в XIX — на початку XX століття охоплював вже майже всю територію етнічних білорусів.
Перший письмовий випадок використання слова білорус (грецько-латинське Leucorussus) як самоназви вихідців із сучасної території Білорусі датується 1586 роком, але на той час це визначення не було поширене як етнонім. До кінця XVIII ст. як самоназва вживалися етноніми литвини і русини. У XIV—XVI століттях західна частина майбутніх Мінської і Вітебської губерній, Гродненщина (виключаючи Берестейщину) називалася Чорною Руссю, а південна болотиста і лісиста рівнина — Поліссям. Форма сучасної назви — білоруси — виникла в XVII столітті та почала насаджуватися російською царською владою супроти назві — литвини. У цей же час з'явилася назва для білорусько-українського населення — поліщуки. Як самоназва етнонім білоруси набув широкого поширення лише після утворення Білоруської РСР (1919).
Самоназва білорусів як етнонім почала прикріплюватися до білоруського етносу (майже на всій його етнічній території) лише в середині 1860-х років (після національно-визвольного повстання 1863—1864 рр. у працях російського етнографа Родеріха Еркерта). У 1903 р. етнограф Євген Карський зазначив, що найбільш консервативне селянство не знало цієї новоствореної книжної назви.
У 1918 році полковник Кастусь Єзовітов так описав самосвідомість генерала БНР Станіслава Булак-Балаховича: «Я хотів би бути ближче до своєї батьківщини (Вільно). Колись він вважав себе литвином, але тепер він дізнався про білорусів і не знає, хто він».
Тим часом назва литвини стала історичним етнонімом білорусів. Як зазначає білоруський історик Володимир Орлов у книзі «Країна Білорусь. Велике князівство Литовське», «Ми — білоруси, але ми також литвини, спадкоємці історії та культури могутньої європейської держави — Великого князівства Литовського».
В Україні відомі назви білорусів:
- Литви́ни — історична самоназва сучасних білорусів у ВКЛ, яка використовувалась поряд із руси́ни. Як назва білорусів, назва «литвини» широко використовувалася аж до XX століття і досі частково використовується як самоназва селян.[10][11] (Див. литвинство)
- Білору́сці — назва багато-етнічного населення Білої Русі (жителів Полоцького, Вітебського, Мстиславського і частково Мінського воєводств Речі Посполитої, а також західної Смоленщини і північної Чернігівщини, південної Псковщини) спеціально застосовувалася в офіційних документах Російської імперії в XVII—XVIII ст для зближення з росіянами, як і для українців «малороси». У XIX столітті так називали вже тільки білорусів, і сама ця назва трансформувалась у етнонім «білоруси» і також для Чорної Русі;[12]
- Білоруси́ни — у польських і українських джерелах XIX — XX століття.[13]
- Бульба́ші — етнофолізм, іронічне, іноді зневажливе, часом жартівливе прізвисько білорусів.

### Антропологія
Формування білоруської етнічної спільності відбувалося в умовах конфесійних суперечностей між православ'ям і католицтвом, полонізації в епоху Речі Посполитої і русифікації у складі Росії, до якої білоруські землі відійшли в результаті трьох розділів Польщі (1772, 1793, 1795). До кінця 17 століття стародавньо-білоруська мова була витіснена з суспільного життя польською. Публікації літературною білоруською мовою, що створювалася на основі живої розмовної мови, з'явилися лише в 19 — початку 20 століття. Сам факт існування білорусів як самостійної етнічної спільності ставився під сумнів, білорусів намагалися представити частиною росіян або поляків. Унаслідок конфесійної роз'єднаності, політики церкви і держави самосвідомість білорусів часто підмінялася уявленням про конфесійну приналежність. Нерідко вони називали себе «католиками» або «православними», а часто «тутейшими», тобто місцевими. Наприкінці 19 століття посилюється процес формування національної самосвідомості білорусів.
При загальній однорідності білоруської культури сформувалися її регіональні відмінности. Виділяється шість історико-етнографічних районів:
- Поозер'я (північ),
- Подніпров'я (схід),
- Центральна Білорусь,
- Понімання (північний захід),
- Східне Полісся,
- Західне Полісся.

Після створення Білоруської РСР відбулися радикальні зміни у функціонуванні білоруської мови, виробленні літературних норм. Проте в післявоєнний період його функції різко скоротилися, більша частина білорусів перейшла на російську мову у всіх сферах суспільного життя. У 1988 в білоруських школах навчалося лише 14 % всіх школярів. Відбулися серйозні зміни не тільки в мовній поведінці, але і в менталітеті білорусів. Для деякої частини білорусів характерне байдуже ставлення до національної культури. У Республіці Білорусь (проголошена в 1991) вживається заходам для відродження білоруської мови і культури.

### Етнічна територія

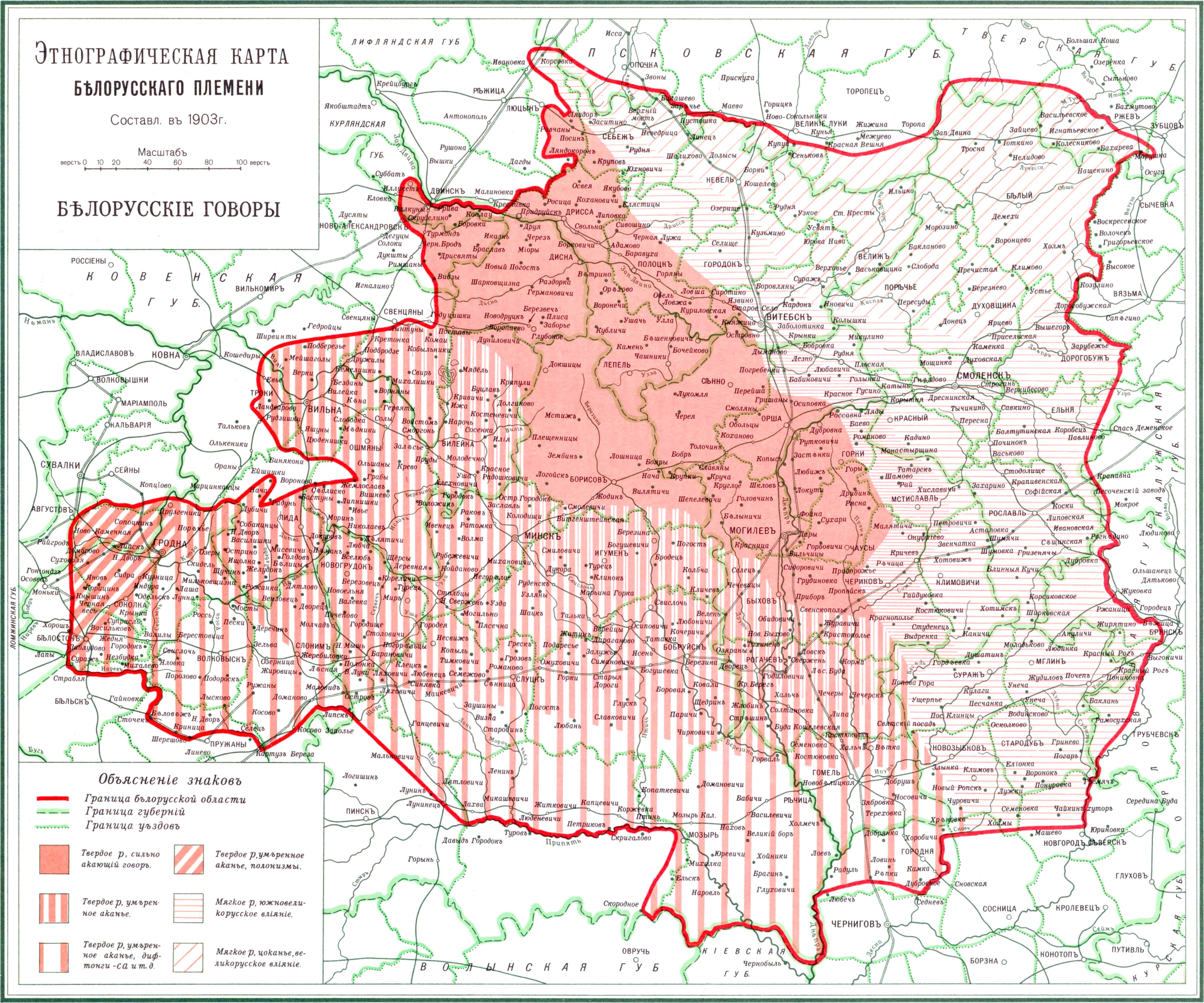
Карта розселення білорусів у Білорусі на 1903 р.

Окрім Білорусі живуть також у Росії (північно-західна частина Брянщини, Смоленщина та південь Псковщини. Також відомі колонії білорусів у Сибіру), Віленський край у Литві, Латвії, Естонії, в Україні, в Казахстані, у Білостоцькому краї у Польщі, в США , Канаді, Аргентині, Австралії, Великій Британії, Франції та ін. Загальна чисельність близько 10 млн осіб.
На початку ХХ століття, згідно з науковими дослідженнями, які в основному були підтверджені офіційними переписами населення, білоруси становили більшість жителів історичної Смоленської та Стародубської областей (нині частина Смоленської та Брянської областей Росії), як а також Вільнюс та південно-східна Трочка., східне Підляшшя (частина Підляського воєводства Польщі) та південно-східні Інфлянти (частина Дагдинського, Двіно-Зілупського, Краславського та Луцинського районів Латвії). Згідно з Третьою хартією, на основі чисельної переваги білорусів ці території були проголошені частиною Білоруської Народної Республіки в 1918 р., а в 1919 р. більшість із них увійшли до складу Білоруської РСР, утвореної в Смоленську. Однак незабаром московські більшовики забрали не тільки Смоленщину та Стародубщину, але й історичну Амстиславську область разом з Амстиславом, Оршанською областю з Оршею, Вітебську область з Вітебськом, Панізове з Речицею та Полоцьку область з Полоцьком, тим часом західна половина Білорусі була передана Польській Республіці. І частина Польщі з передмістям Друя Придруйськ — частина Латвії. У вересні 1939 р., після приєднання Західної Білорусі до СРСР, Сталін поступився Литві більшою частиною Вільноської області з Вільно, а також південно-східною Троччиною з Троками та частиною Браславської області, а в жовтні 1940 р. Ошмянщиною з Гадутишками, Девянишки, Салечники та Свенцяни, також у 1939 р. до УРСР приєднали частину Пінська з Висоцьком, Дольськом, Дубровицею, Любяшовим, Нобелем та Погостом Заречним. Москва передала Польщі все Підляшшя, західну Гродно (Васильків, Гарадок, Дубров Гродно, Заблудов, Карітін, Кринки, Кузниця, Ліпськ, Соколка, Сідра, Супрасль, Суховол, Штабінка, Янув та Янов) Телиця.
Приєднання етнічно білоруських земель до інших держав, а також відсутність можливостей для навчання рідною мовою (у 1930-х рр. уся діяльність білорусів на Смоленщині була заборонена, водночас латвійська влада остаточно ліквідувала білоруські навчальні заклади в білоруській частині Інфлянтів, у 1945 р. уряд Литви в особі міністра освіти Жугжди не дозволив відкривати жодної білоруської школи у Вільнюсі, одночасно ліквідуючи Вільнюську білоруську гімназію та Білоруський музей Івана Луцкевича.) призвело до майже повної асиміляції місцевого білоруського населення.

### Етногенез

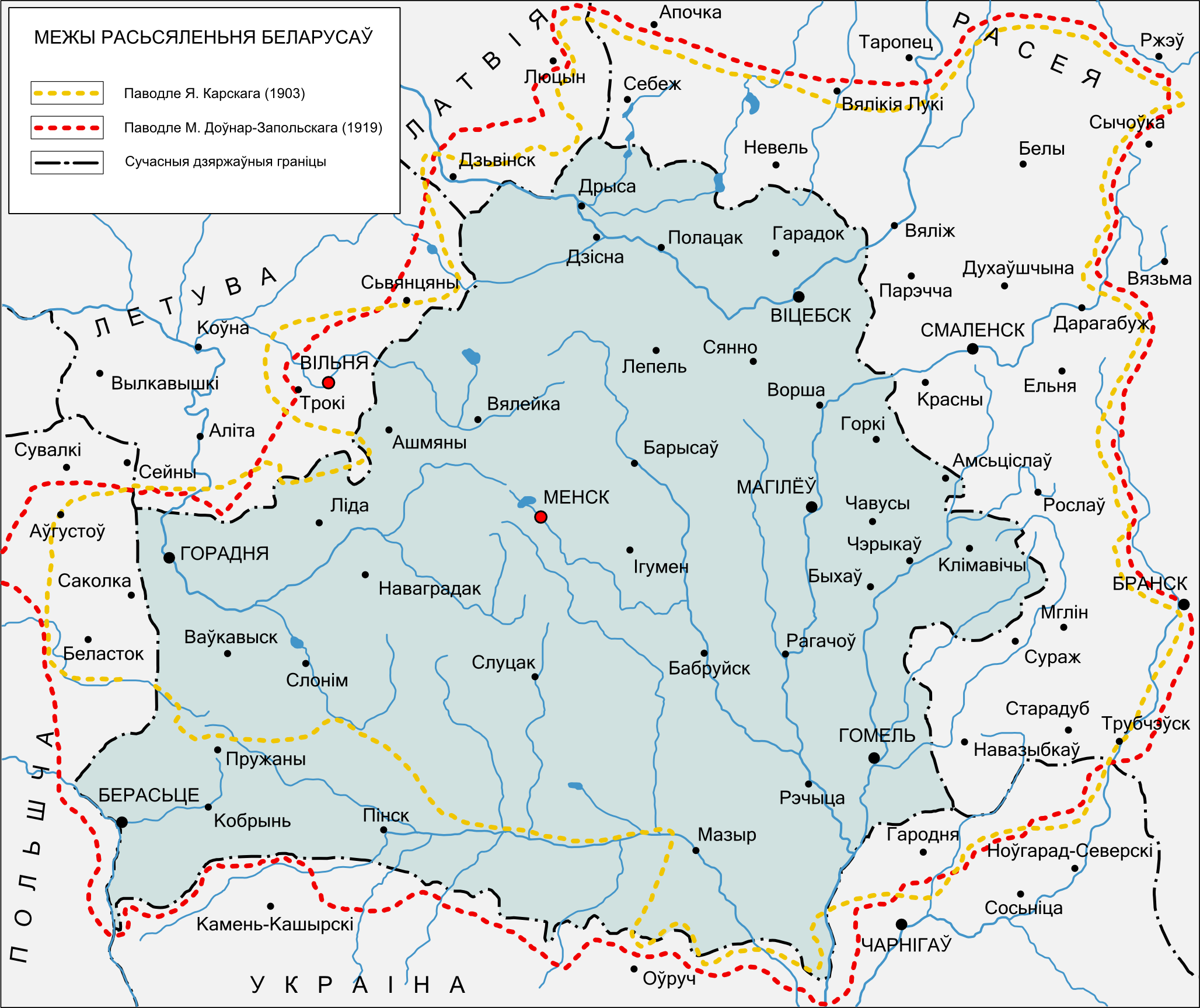
Етнічна територія білорусів
Згідно з Ю. Карським (1903)
Згідно з М. Довнар-Запольським (1919)
Сучасні кордони Білорусі

Білоруси є автохтонами Білорусі. Основу білоруського етносу склали східно-слов'янські племена кривичів, дреговичів, а також частково радимичів і деревлян. Важливу роль у формуванні білорусів як етносу відіграли балтійські народи, насамперед литовські племена: литва, пруси, ятвяги, жемайти, аукштайти.
Процес формування білоруської нації тривав довго і відбувався під впливом географічних, кліматичних, соціально-економічних, політичних, церковно-релігійних факторів, а також європейських етнічних тенденцій. За розрахунками, зробленими на основі великої кількості антропогенетичних та генодемографічних матеріалів, білоруси (корінне населення) ведуть свій родовід щонайменше 130—140 поколінь, що відповідає періоду майже 1500 р. до н. e.
Етногенез білорусів відбувався переважно у Верхньому Подніпров'ї, Середньому Подніпров'ї, Панямонні, Побужжі та Прип'ятському Поліссі. Слід мати на увазі, що процес формування білоруської нації охоплював землі, що перевищували межі сучасної Білорусі. Таким чином, крім того, це відбулося на територіях сучасної Литви (Вільнюс та околиці), Латвії (Двінськ), Польщі (Білосток та Біла) та Росії (Смоленськ, Невель, Брянськ).
У науці немає однозначності щодо хронологічних рамок формування білоруського народу. Деякі дослідники стверджують, що білоруси як етнічна група вже існували у ХІІІ ст., а процес формування білоруської нації розпочався у XVII-XVIII ст. (Георгій Штихов, Микола Єрмалович, Михайло Ткачов та ін.) За словами Валентина Сєдова, білоруська етнічна спільнота склалася в ХІІІ-XIV століттях. Мойсей Грінблатт вважав, що формування білорусів відбувалося в XIV-XVI ст.
Не існує єдиної точки зору щодо предків білорусів. Серед основних понять — «фінська», «балтійська», «криворізько-дріговицько-радзіміцька» та «давньоруська».

## Чисельність

### Білоруська діаспора
- Росія — близько 1,0 млн.
- Україна — 0,3 млн.
- Польща — 0,04 млн.

#### Білоруси в Україні

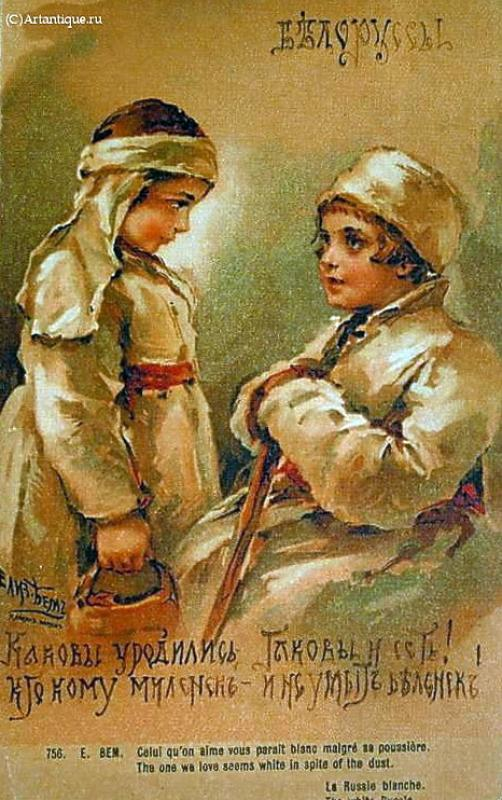
Бьом Єлизавета Меркуріївна. «Народи Росії. Біларуси»

Загальна численність білорусів в Україні за даними перепису 2001 року становила 275 763 чоловік (439 900 у 1989 році).
Найдавніші поселення знаходяться у смузі україно-білоруської етнічної території (Рокитнівський район, Рівненська область). Значна кількість білорусів переселилась із Білорусі у східні райони Українського Полісся і на Слобожанщину після першого поділу Польщі. Наприкінці XVIII — на початку XIX ст у Північному Причорномор'ї виникає ряд військових поселень з білорусів у зв'язку з необхідністю захищати південні землі від турецько-татарських нападів (села Бармашове, Явкіне, Малеєвка та ін.). Ці села були засновані вихідцями з Бобилецького повіту Могильовської губернії, звідки вони були переселені під час Вітчизняної війни 1812 року у зв'язку зі створенням на місцях їх мешкання військових поселень Єлецького мушкетерського полку.
Ряд білоруських селян, як і бобилецьких, було переселено примусово, однак в числі небагатьох переселенців вони одержали права іноземних колоністів. Підставою тому було намагання царського уряду розвантажити перенаселені північні губернії. Під приводом, що:
|  | наши колонисты полезнее ещё могут быть, нежели иностранные |

З Смоленської губернії у 1807—1812 роках було переселено 3002 чоловіки до Олександрівського повіту Катеринославської губернії. Переселенці отримували кошти на переїзд «до перших жнив» і повне облаштування на новому місці, по 15 десятин землі на кожну особу чоловічої статі і звільнялися від сплати податків на новому місці протягом 5 років. Вони заснували чотири села — Бельманка, Гайчул, Темрюк і Гусарське. Поступово цих «колоністів» обмежили в правах, оскільки вільних земель залишалося все менше.
Виникнення інших білоруських поселень півдня пов'язане з розвитком капіталістичних стосунків, відносним аграрним перенаселенням у білоруських губерніях (так з'явилося село Сурсько-Литовське у Дніпропетровській області) і з міграцією білоруського населення у промислові центри в радянський час.
Біографи українських письменників Лесі Українки та Михайла Стельмаха вказують на їх білоруські родинні корені (у Л. Українки — батько, у Стельмаха — мати).

## Мова

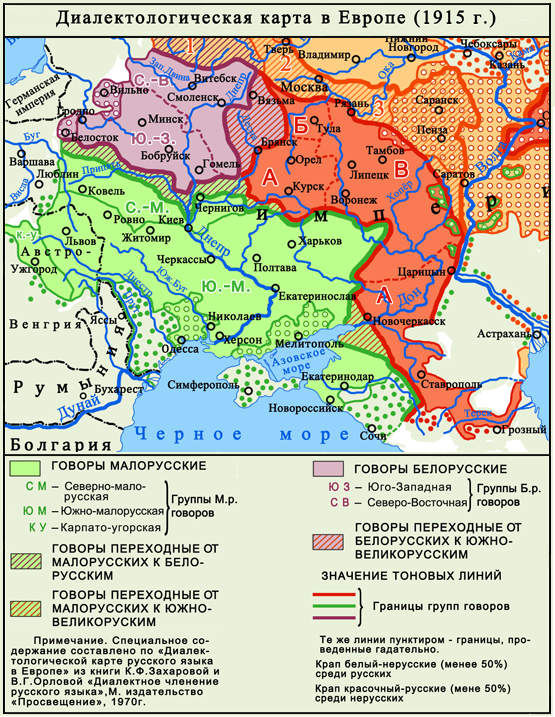
Поширення білоруської мови у 1915 році у Східній Європі

Рідною мовою білорусів є білоруська мова слов'янської групи індоєвропейської сім'ї, однак білоруси розмовляють також російською мовою через зросійщення, яке проводилось Російською Імперією, радянським режимом і режимом Лукашенка. Білоруська мова з точки зору лексики є найближчою до української мови (84 % спільної лексики). Розрізняються південно-західний, північно-східний діалекти білоруської мови, так звані поліські говірки. Поширені польська, литовська, українська мови. Писемність на основі кирилиці та латиниці.
Існує два варіанти правопису білоруської мови: наркомівка, який вважається офіційним правописом, і тарашкевиця, який є класичний правопис. Тарашкевиця в основному використовується в середовищі прихильників традиційно білоруської культури та опозиційних урядові О. Лукашенка силах. Наркомівка у свою чергу штучно зблизила білоруську та російські мови, змінивши такі норми, наприклад:
1. Було прибрано з алфавіту кириличну літеру «ґ» для позначення звука [ɡ], наприклад: Ґаза, Ґамбія, Ґент, Ґібральтар, Ґітлін, Аґра, Арлінґтан, Рэдынґ; у літературній білоруській мові вибуховий звук [g] (і його м'який еквівалент [gʲ]) вимовляється в білоруських словах у кореневій комбінації [зг], [дзґ], [джґ]: во[зґ]ры, ма[зґ’]і, ро[зґ’]і, абры[зґ]лы, бра[зґ]аць, пляву[зґ]аць, вэ[дзґ]аць, [джґ]аць і ў шэрагу пазычаньняў: [ґ]анак, [ґ]арсэт, [ґ]валт, [ґ]зымс, [ґ]онта, [ґ]узік, а[ґ]рэст, [ґ’]ер[ґ’]етаць, ля[ґ]уна, цу[ґ]лі, шва[ґ’]ер та інші. Це дало змогу відновити в ХХ столітті вживання літери «ґ», яка використовувалась у руській мові. У власних назвах з неслов'янською лексичною основою вибуховий [g] традиційно вимовляється білоруською мовою як фрикативний [γ]; тоді як збереження [g] у вимові не кваліфікується як порушення орфоепічної норми: [Г]арыбальдзі й [Ґ]арыбальдзі, [Г]рэнляндыя й [Ґ]рэнляндыя, [Г’]ётэ й [Ґ’]ётэ, [Г’]ібральтар і [Ґ’]ібральтар.
2. Передача грецької літери «θ» через «т» або «ф» залежно від правил російської мови (анафема, арфаграфія, Афіны, эфір, Эфіопія, кафедра, марафон, міф, пафас замість анатема, артаграфія, Атэны, этэр, Этыёпія, катэдра, маратон, міт, патас), а не послідовно через «т»;
3. Передача грецької літери «β» через «б» і «в» залежно від правил російської мови (абат, араб, Варвара, Варфаламей, Візантыя, Ліван, сімвал, Фівы, Фавор замість абат, араб, Барбара, Барталамей, Бізантыя, Лібан, сымбаль, Тэбы, Табор), а не послідовно через «б»;
4. Скасовано передавання м'якого [lʲ] у словах західноєвропейського походження, за винятком більшості англіцизмів. У запозиченнях з інших мов звук транслітерувався залежно від твердості або м'якості звуку мовою-джерелом, приклад: блок, маналог, парламент, план, лампа, логіка, Платон, клон, філалогія замість блёк, маналёг, плян, парлямэнт, лямпа, лёгіка, Плятон, клон, філялёгія;
5. Прибрано пом'якшення приголосних [з], [с], [б], [п], [в], [ф], [м], [н] перед голосною [e], наприклад: кааперацыя, фанетыка замість каапэрацыя, фанэтыка;
6. Скасувано позначення асимілятивного пом'якшення приголосних [з], [с], [ц], наприклад: сцяг, свет, снег, след, з'ява, змест, дзве, дзвер, цвёрды замість сьцяг, сьвет, сьнег, сьлед, зьява, зьмест, дзьве, дзьвер, цьвёрды;
7. Скасувано зберігання твердості [з], [c], коли ті розташовані на початку, а іноді і в середині слова, наприклад: сімптом, сігнал, фізіка, казіно, апельсін замість сымптом, сыгнал, фізыка, казіно, апэльсін;
8. Скасувано зберігання твердості [б], [в], [м], [н], [п], [ф] перед переднім голосвним [е], наприклад: абанент, універсітэт, кабінет, метрапалітэн, музей, секцыя, пенсіянер, дэбет замість абанэнт, унівэрсытэт, кабінэт, мэтрапалітэн, музэй, сэкцыя, пэнсыянэр, дэбэт;
9. Було прибрано м'який знак між подовженими приголосними [з], [с], [ц], [н], [л], наприклад: вызваленне, насенне, наваколле, галлё, ззяе, развіццё, рыззё, калоссе, сёння, суддзя, жыццё замість вызваленьне, насеньне, навакольле, гальлё, зьзяе, рызьзё, разьвіцьцё, сёньня, калосьсе, судзьдзя, жыцьцё; Це правило стосуються і тих випадків, коли на вимову звуку, що стоїть на кінці слова, впливає звук, що стоїть на початку наступного: з ягонай, з вялікіх, без мяне замість зь ягонай, зь вялікіх, безь мяне.
10. Скасовано заміну буквосполучень -тар, -дар на -тр, -др у кінці слів, наприклад: тэатр, літр, механізм, цэнтр замість тэатар, літар, механізам, цэнтар;

Також окремо карта — мапа, пасол — амбасадар, Еўропа — Эўропа, Расія — Расея, Літва — Летува, Германія — Нямеччына, Англія — Ангельшчына, Венгрыя — Вугоршчына, Мінск — Менск, Гродна — Гародня, Брэст — Берасьце, Навагрудак — Наваградак, Маладзечна — Маладэчна. Крім того, існують ще інші лексичні, фонетичні та морфологічні правила, які зблизили білоруську та російську мови.
Сучасні форми розмовної білоруської мови (її найважливіші фонетичні, граматичні та лексичні особливості) у формі різних діалектів почали розвиватися в XIII—XV століттях під час етногенезу білорусів, а отже, насамперед у результаті тісної взаємодії східнослов'янських діалектів, що знаходились у складі Великого князівства Литовського. Різні мови використовувались як літературні, навіть кілька мов паралельно.
З XIV ст. до кінця XVIII ст. латинська мова іноді використовувалась як писемна мова великокнязівської канцелярії, але починаючи з XIV століття до середини XVII ст. головною та масовою мовою документів великокнязівської канцелярії та місцевих адміністрацій у ВКЛ була слов'янська мова — руська мова, яка поступово до середини XVI ст. вже набула багатьох рис сучасної розмовної білоруської мови (особливо в лексиці та фразеології) і не набула рис балтійських діалектів. Сучасні білоруські вчені також називають літературну «руську мову» Великого князівства Литовського як «старобілоруську мову».
Літературна «руська мова» (давньобілоруська мова) Великого князівства Литовського відображала багато мовних явищ, характерних для розмовної білоруської мови, хоча до кінця XV ст. ще не відійшов далеко від традиційних канонів, що складались дотепер, і був представлений переважно юридичними документами. Близько до нього були місцеві твори церковнослов'янською мовою. Наприклад, білоруські мовознавці дійшли висновку, що мовою друкованих видань книг Біблії Франциска Скорини, зроблених ним у 1517—1519 роках, є білоруська редакція церковнослов'янської мови («словенська мова»), де це певний вплив розмовної білоруської, чеської та польської мов. Водночас цю мову, безумовно, розуміло слов'яномовне населення Великого князівства Литовського, і друковані книги Франциска Скарини були адресовані саме йому. Франциск Скорина став східнослов'янським першодрукарем. Письмова руська мова Великого князівства Литовського в 14-17 ст. вирізнявся широтою державних функцій (мала статус державної мови, нею писався Статут ВКЛ), розвитком стилів (переважав офіційно-діловий стиль, який отримав більшість рис розмовної білоруської мови, на противагу до церковного стилю, і яким найбільше користувалася світська знать).
З середини XVII ст. в офіційних записах культурне та громадське життя міст та вищого класу ВКЛ замість руської мови почала домінувати польська мова. Вивчення літературної польської мови було дуже легким і набагато легшим для білоруськомовного населення (через близькість розмовної білоруської та польської мов), ніж для балтомовного населення ВКЛ. У той же час письмова руська мова (давньобілоруська мова) використовувалася в офіційних записах Великого князівства Литовського до самого кінця Речі Посполитої (1795) як фрагменти або повні тексти (польською латинкою), які були часто вставляються в польськомовні офіційні документи, руські тексти листів, привілеїв, актів тощо. Крім того, греко-католицька церква застосовувала в управлінні церквою з 1740-х років також польська мова, у богослужінні весь час — церковнослов'янська; деякі духовні пісні («краї») також були складені для греко-католиків старобілоруською мовою. Католицька церква використовувала латинську та польську мови, які у XVII—XVIII ст. були мовами високої культури в Співдружності. Серед магнатів у XVIII ст. набула поширення і французька мова. Шляхта паралельно знала кілька мов, зокрема розмовну білоруську.

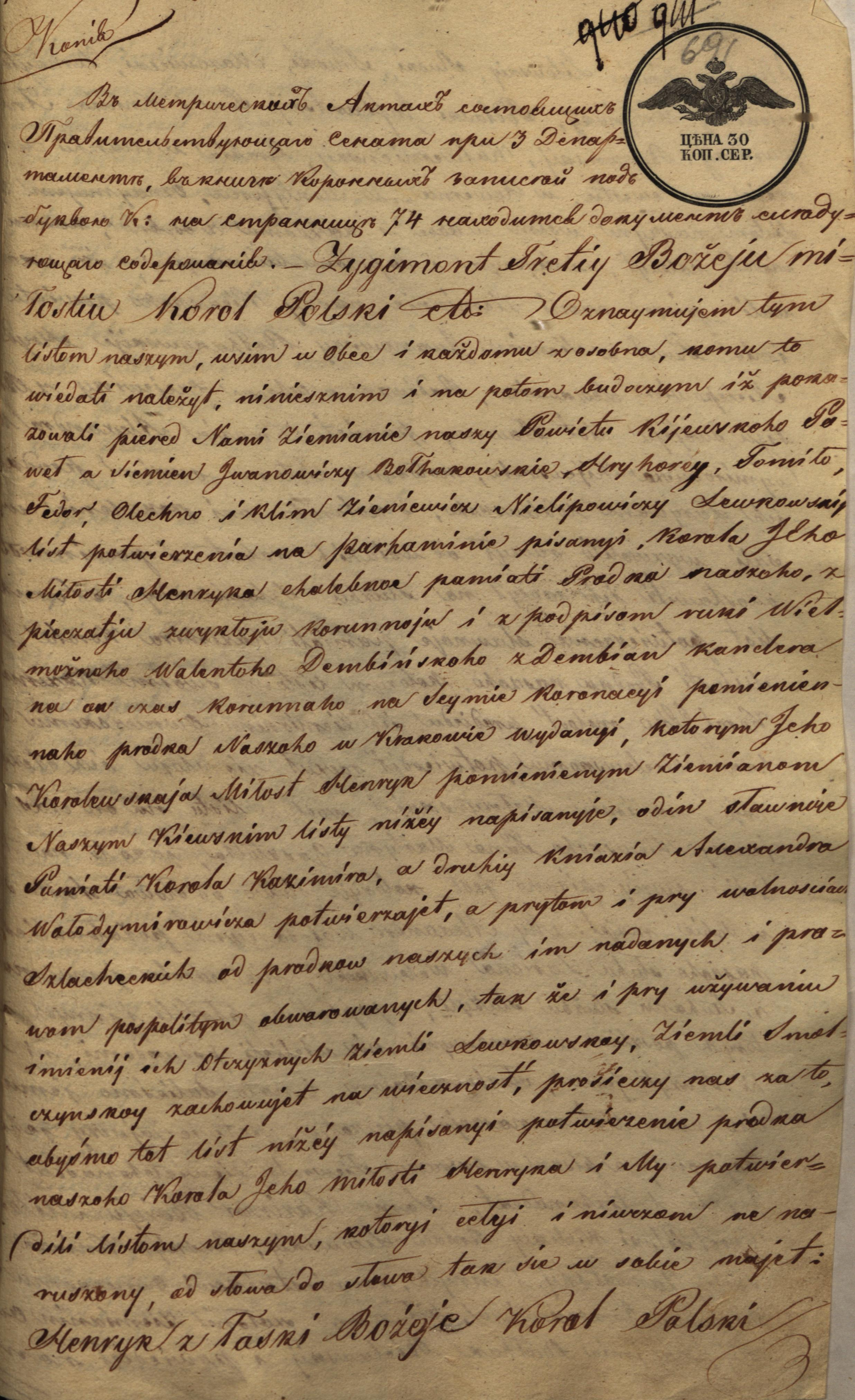
Приклад використання старобілоруської мови (польською латиницею) в офіційних записах Російської імперії, документ 1844 року

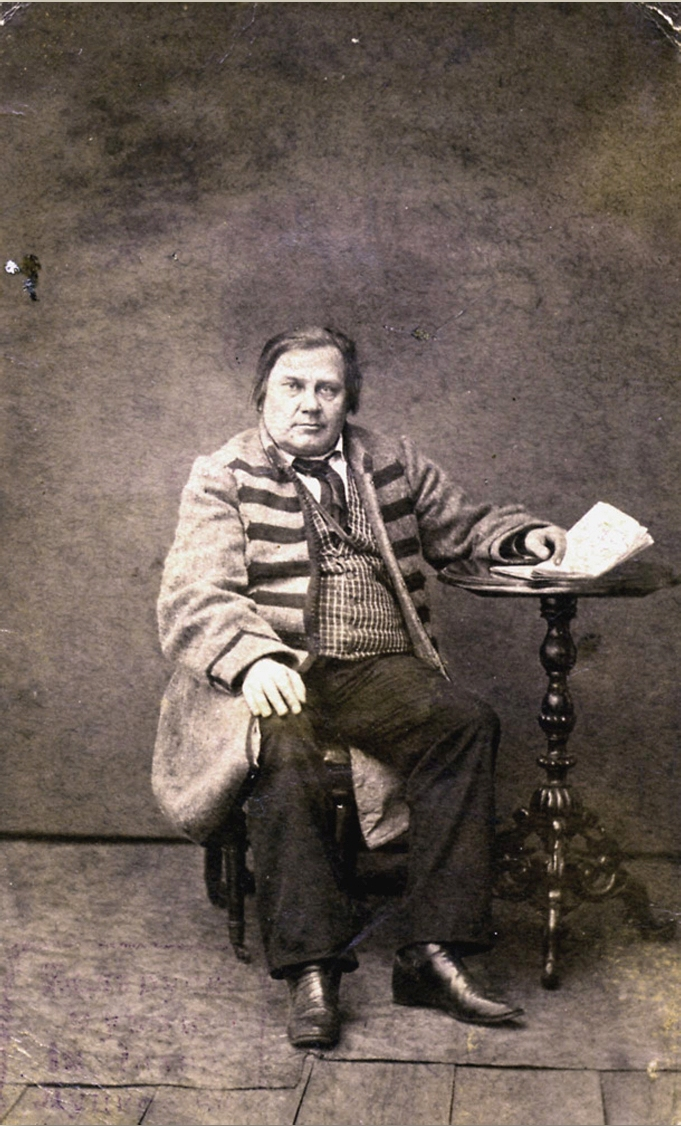
Вінцент Дунін-Мартинкевич (1808—1884) у Мінську, фото 1863

Після включення білоруських земель (1772, 1793, 1795) до складу Російської імперії офісною мовою стала російська, хоча до кінця придушення Листопадового повстання (1830—1831) польська мова офіційно використовувалася у багатьох державних установах, особливо дворянських та судових. У 1803 р. у Вільно було створено Вільненський університет (1803—1832), де романтизм набув великої популярності серед багатьох викладачів та студентів, що спонукало їх цікавитись народною культурою та мовою.
Результати Січневого повстання (1863—1864) були несприятливими для розвитку культури, оскільки багато потенційні діячі культури з дворянства брали участь у повстанні, були репресовані або змушені емігрувати за межі Російської імперії. Російська мова зайняла домінуюче становище у всіх сферах суспільного життя, у тому числі в галузі початкової освіти. Російська влада заборонила видавати білоруськомовні книги латиницею і не заохочувала друкувати кирилицею. У результаті розвиток білоруськомовної літератури та мови було зупинено майже на 30 років.

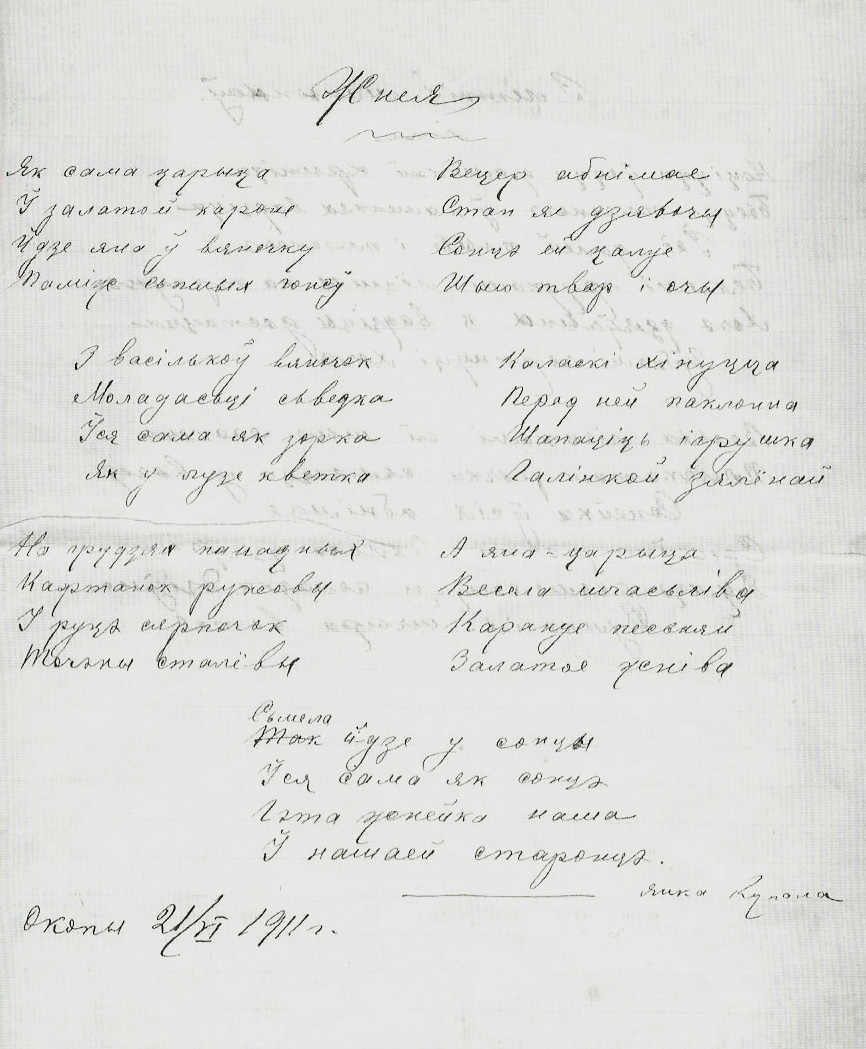
Автограф поеми Янки Купали «Жнива», 1911 рік

Найбільший вплив на формування білоруської національної самосвідомості серед широкого селянства та інтелігенції зробив на початку 1890-х років за фінансової підтримки ліберально-консервативного заможного білоруського маєтку католицької знаті Мінської губернії, якій вдалося пережити поразку Січневого повстання та зберегти для нових поколінь маєтки навіть за дискримінаційними законами щодо католиків у литовсько-білоруських провінціях Російської імперії. Патріарх професійних білоруських досліджень у 1880–1890-х роках. Олександр Єльський (1834—1916), багатий католик-католик, член Мінського товариства сільського господарства, письменник, журналіст консервативного польськомовного петербурзького журналу «Край» і перший справжній білоруський енциклопедист, який став і прийняв культурну традиція Вінсента Дуніна-Марцінкевича. Саме Єльський у Російській імперії всебічно осмислив розвиток білоруської мови та літератури, популяризував розвиток білоруськомовної культури, став справжнім автором ідеології білоруської суб'єктності та білорусоцентричної концепції історії народу Білоруська «(1891): білоруський народ, де» живе наша мова "; що «наша мова така ж людська і панська»; що наша «земля» — це «Білорусь» (не велика, не мала, не червона, не чорна, а біла); що Білорусь була територіальною основою ВКЛ («як те зерно в горісі»). Сама передмова Франциска Богушевича стала своєрідним маніфестом білоруського національно-культурного відродження та сильним поштовхом для розвитку професійної білоруськомовної культури.
Після запровадження владою Російської імперії свободи використання будь-якої мови в 1904 р. та свободи преси в 1905 р. процес формування білоруської професійної мистецької культури прискорився: білоруські видавництва та періодичні видання з'явилися як латиницею, так і кирилицею (у Західній Білорусі в 1921—1939 рр. латиниця та кирилиця співіснували, а в БССР — виключно кирилиця з 1919 р.). Праці Явхима Карського «Білоруси» (т. 1-3, 1903—1922), газета «Наша нива» (1906), статті Митрофана Довнар-Запольського, «Коротка історія Білорусі» суттєво вплинули на подальше формування національна самосвідомість та система наукових поглядів на білорусів «(1910) Вацлава Ластовського, газета» Білорусь "(1913) та ін. Примітно, що вперше в Російській імперії нову білоруську літературну мову почали викладати як окремий предмет у школах Польського товариства Просвіти в Мінську. Сучасна білоруська літературна мова остаточно була заснована на мінському діалекті середньобілоруської групи діалектів (у широких околицях Мінська — до Маладечно та Бобруйська), оскільки на ній створювали свої твори найвизначніші письменники початку XX століття — Янка Лучина, Янка Купала, Якуб Колас, Максим Багданович та інші.
За часів БРСР (1919—1991 рр.) білоруська мова набула державного статусу і розвинулася білоруська література різних жанрів, але білорусько-російська двомовність із домінуванням російської мови (особливо із зростанням урбанізації) стала характерною для білорусів. У Республіці Білорусь 53,22 % білорусів назвали білоруську рідною мовою під час перепису населення 2009 року, а 23,43 % назвали її тією, якою переважно розмовляють вдома.

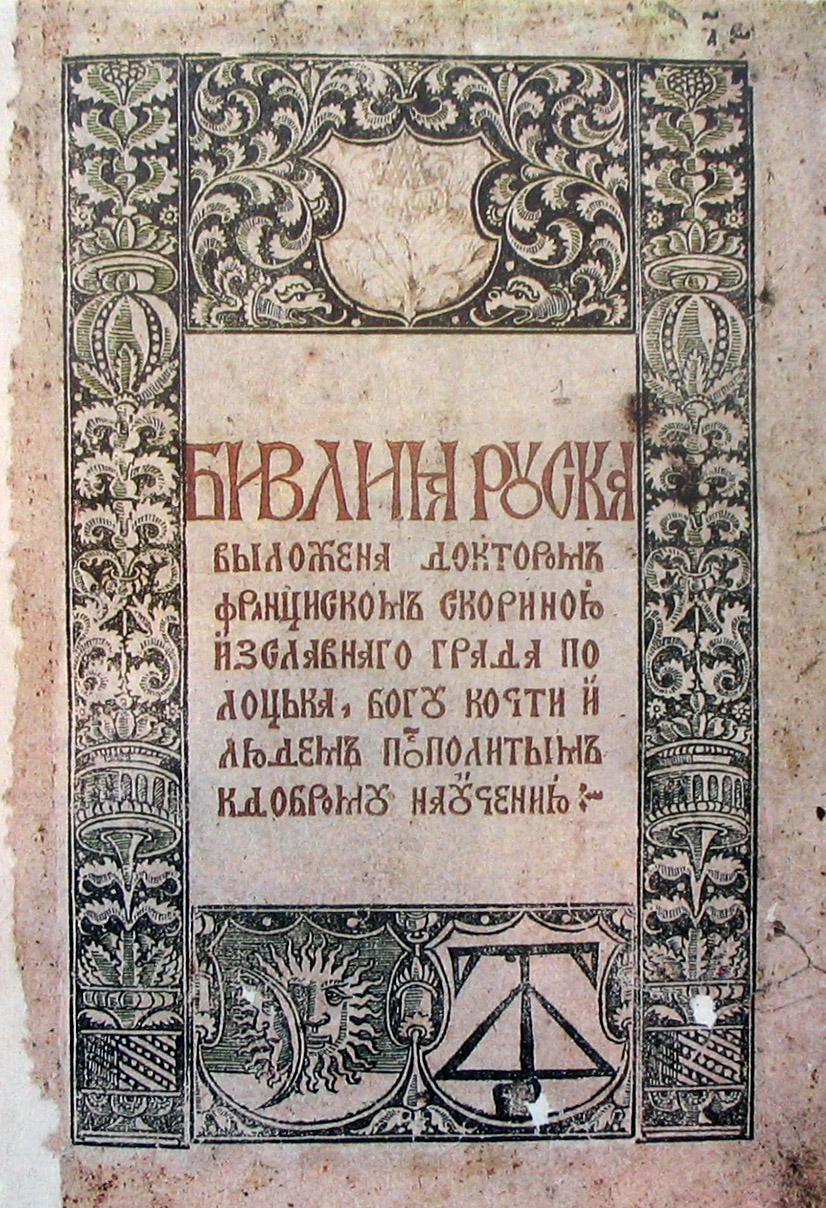
Перший аркуш Псалтиря, біблійної книги циклу Старого Завіту, виданий Франциском Скориною в Празі (Чехія), 1517 рік.
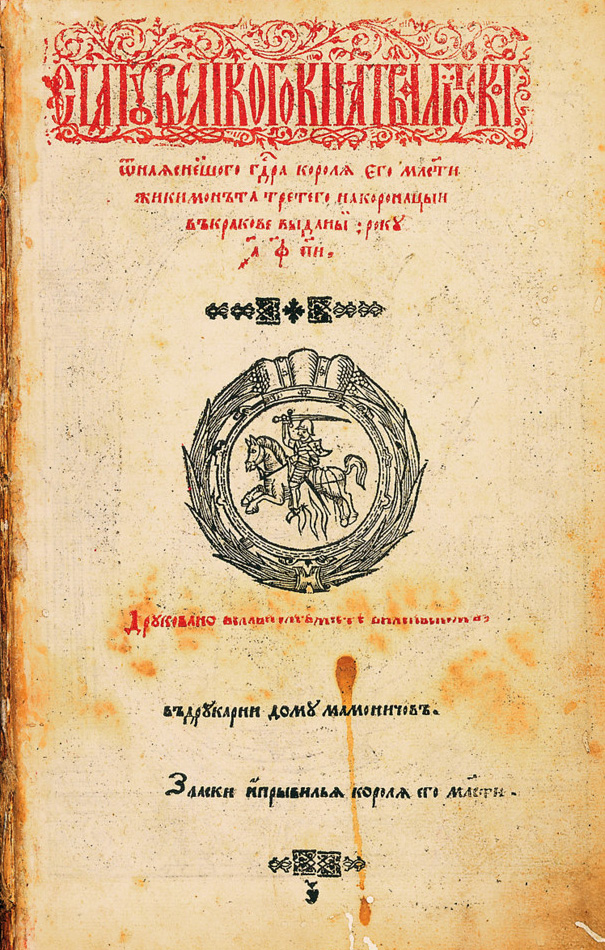
Статут Великого князівства Литовського (1588 р.) старобілоруською мовою, який служив збірником основних законів держави
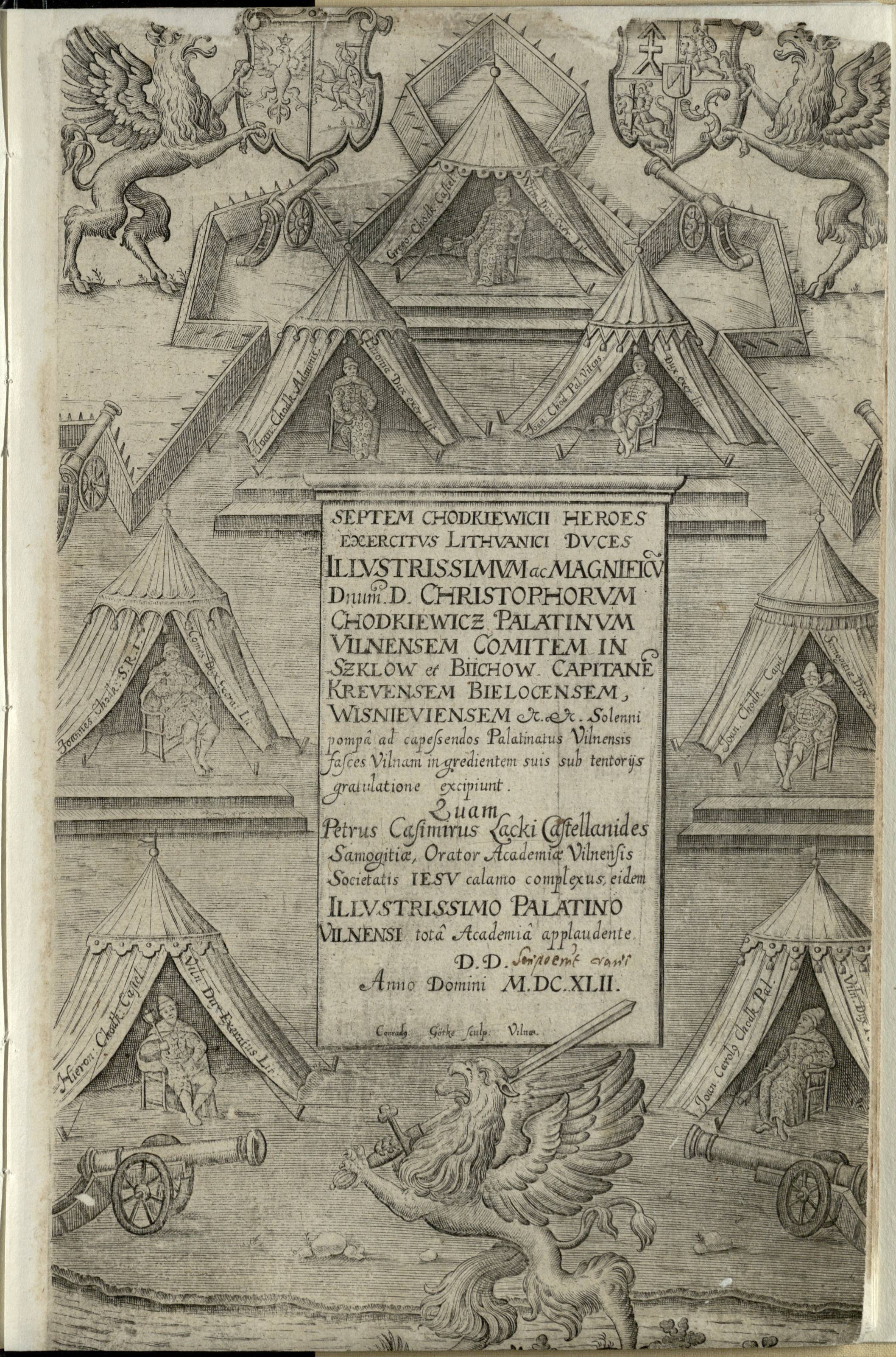
Книга Петра Казимира Ляцького про прославлення родини Хадкевичів «Septem Chodkiewicii heroes exercitvs Lithvanici dvces [...]» (1642), Вільно
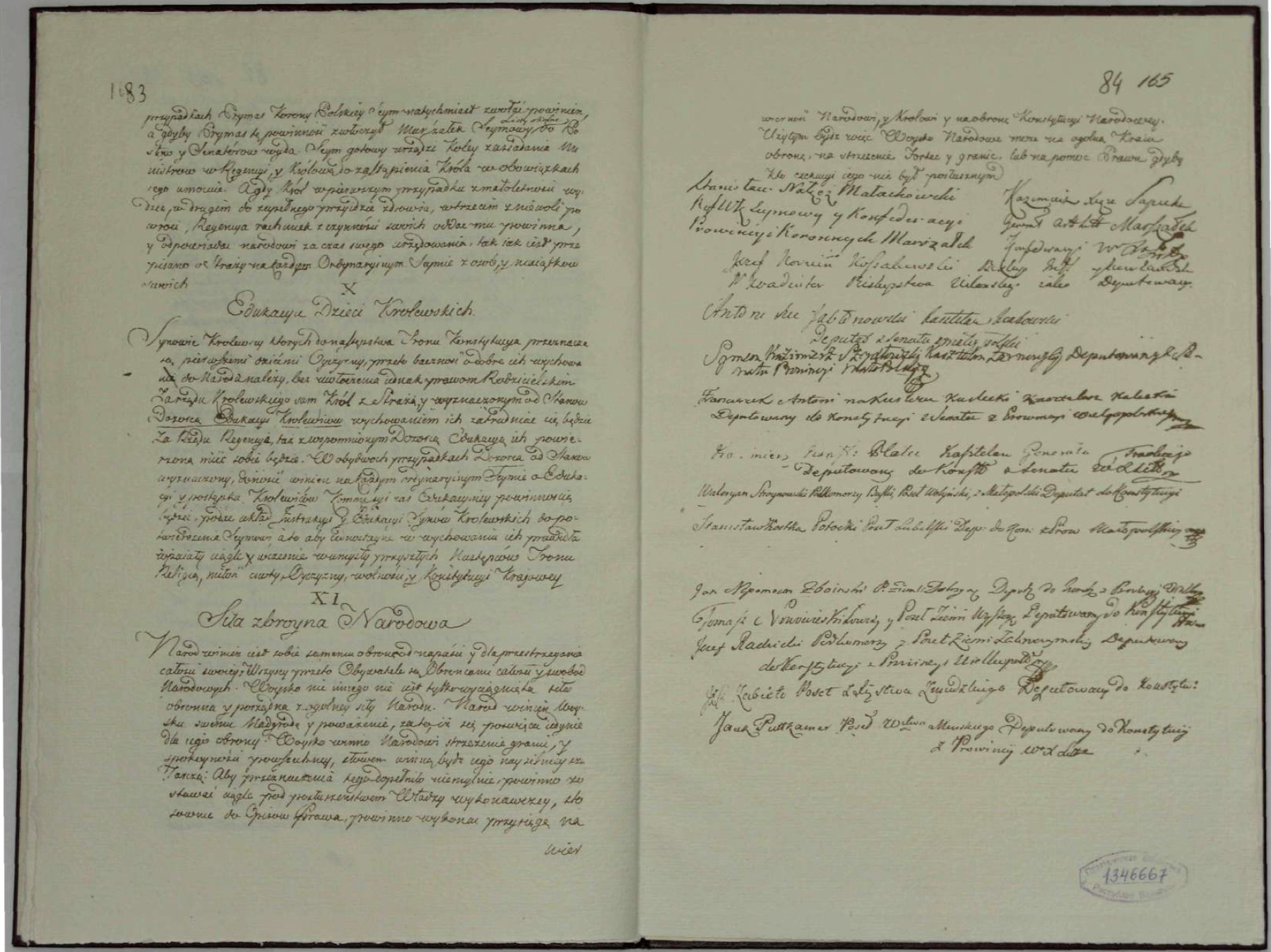
Список 14 підписантів у рукописному польськомовному оригіналі Конституції від 3 травня 1791 року
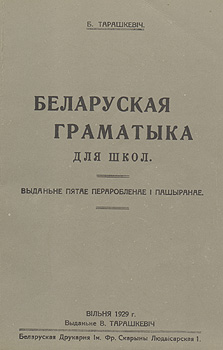
«Білоруська граматика для шкіл» Броніслава Тарашкевича. Вільнюс, 1929 рік

## Традиційна культура

### Свята

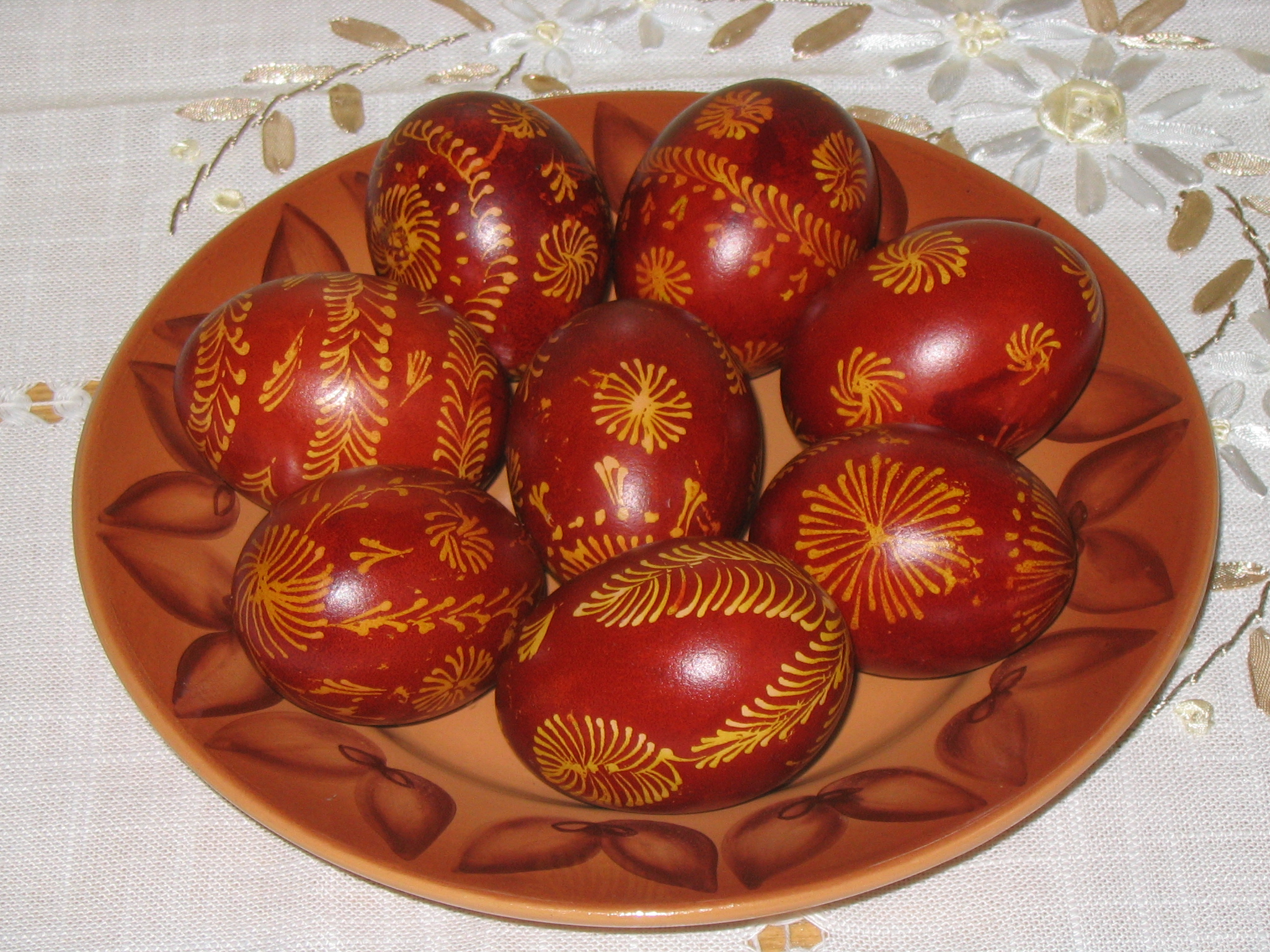
Білоруські писанки

Історично склалося так, що білоруси відзначають такі традиційні народні свята:
| - Багач - Великдень - Діди - Коляда - Комоїдиця - Купала - Масниця | - Покрова Пресвятої Богородиці - Проводи - Спаса - Стрітення - Трійця - Новий рік - Рідзво Христове |

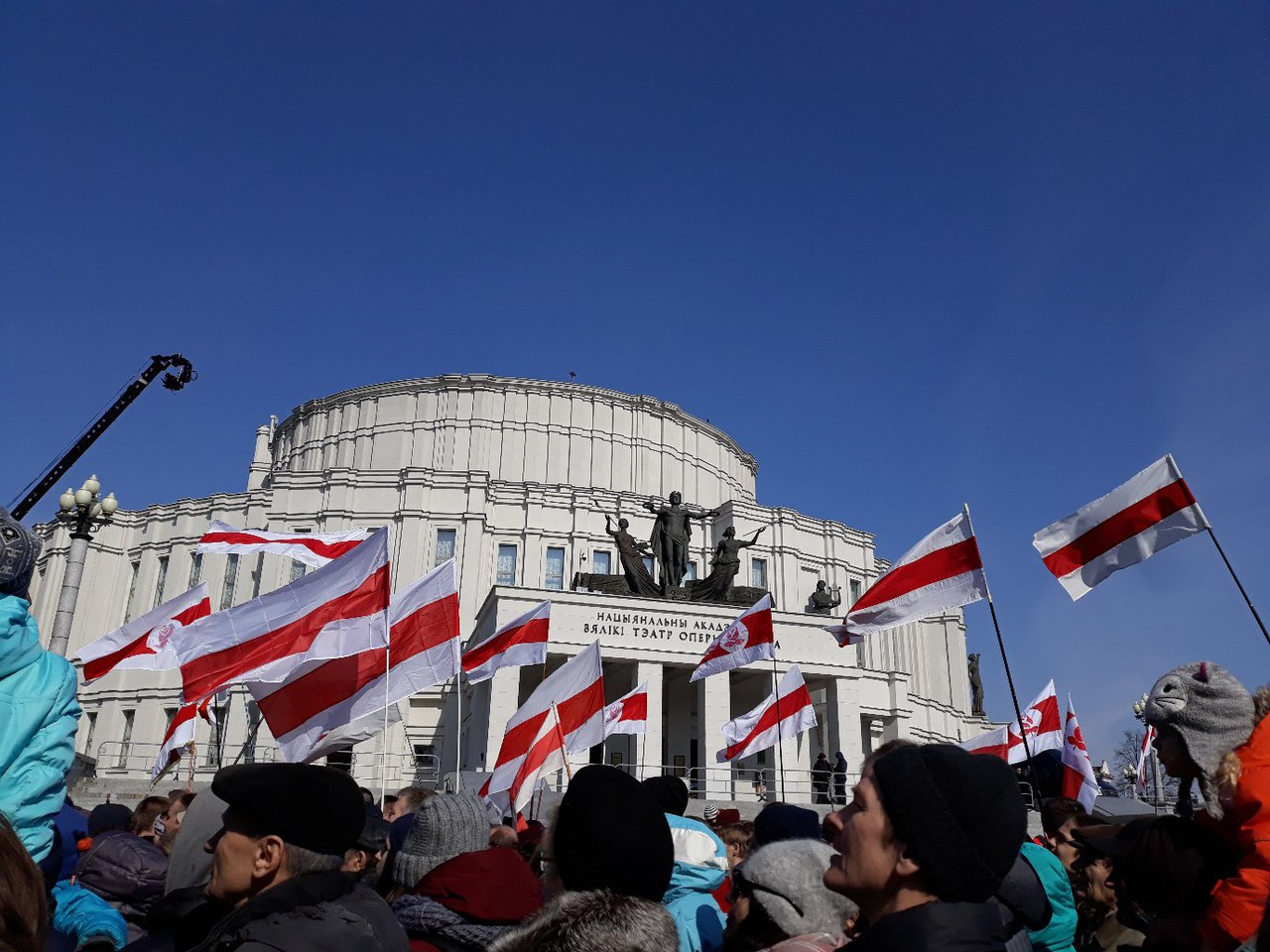
100-річчя БНР у Мінську, 2018 рік

Національні свята білорусів (у Білорусі за часів проросійського режиму Лукашенко відзначаються неофіційно, також відзначаються білоруською діаспорою):
- День волі (25 березня) — святкування відновлення державної незалежності, яке відзначається під національним біло-червоно-білим прапором та гербом погонею. Він приурочений до річниці утворення національної держави, коли в 1918 році Рада Білоруської Народної Республіки прийняла Третю статутну грамоту.
- Свято Грюнвальду (15 липня) — день перемоги в 1410 р. об'єднаної армії Великого князівства Литовського та Королівства Польського над хрестоносцями.
- День преси (6 серпня) — видання у 1517 р. Франциском Скориною першої білоруської друкованої книги.
- День відновлення (25 серпня) — річниця прийняття в 1991 році Декларації про суверенітет Білорусі конституційним законом, відновлення незалежної державності.
- День білоруської військової слави (8 вересня) — святкування Перемоги в Орші, коли в 1514 р. армія Великого князівства Литовського повністю розгромила чисельно більшу армію Московської держави і на деякий час зупинила московську агресію на ВКЛ.
- День героїв, або День Слуцьких збройних дій, (27 листопада) — річниця початку у 1920 р. бойових дій проти більшовицької армії Першим Слуцьким полком Білоруської Народної Республіки.

### Архітектура

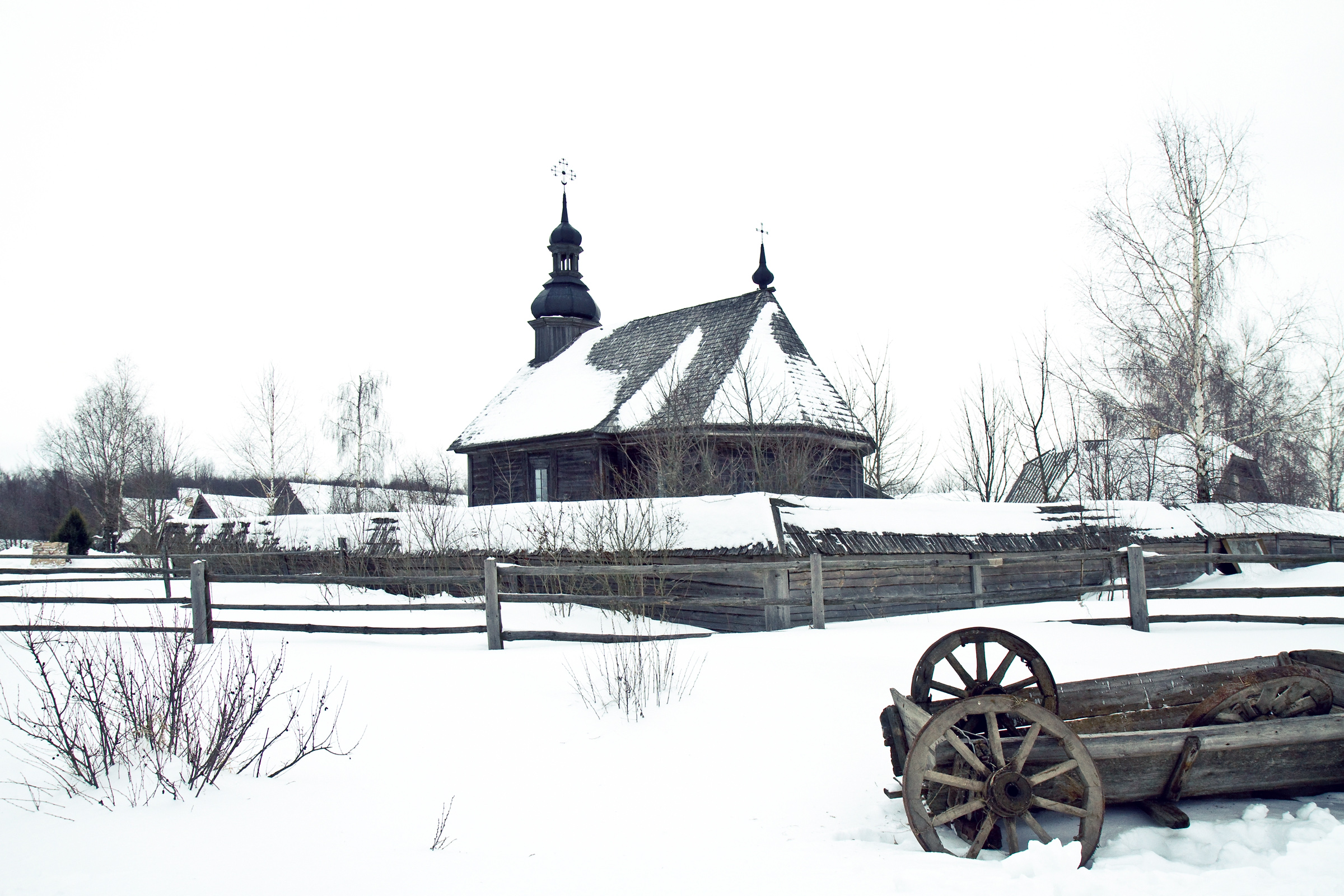
Покровська церква XVIII ст. із села Логнавичі

Пам'ятники білоруської традиційної дерев'яної архітектури з різних історико-етнографічних регіонів Білорусі зберігаються просто неба в Білоруському державному музеї народної архітектури та побуту (м. Строчиця). Експозицію музею складають пам'ятки архітектури трьох областей — Центральної Білорусі (основна частина Мінська та західна частина Могильовської області), Придніпровської області (Могильовська область, Оршанський та Дубровенський райони Вітебської області), а також Гомельська область вздовж Дніпра та Дніпра. Центральні та західні території Вітебської області, а також частково північні райони Мінської області).

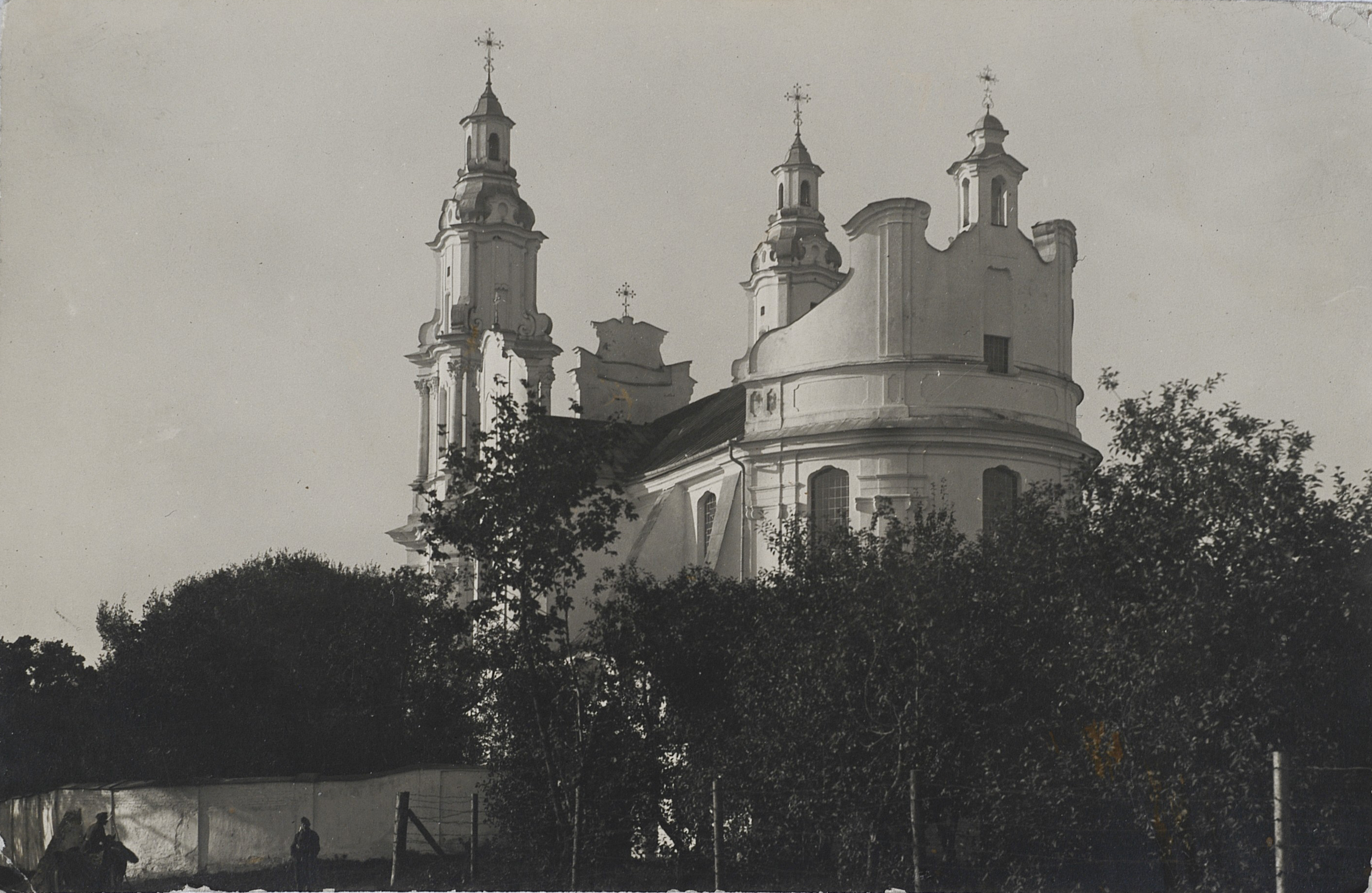
Березвецька церква — шедевр віленського бароко, зруйнований радянською владою

Поряд із традиційною дерев'яною архітектурою відзначається оригінальна мурована готична архітектура Великого князівства Литовського (білоруська готика), відмітною рисою якої є поєднання кладки з червоної цегли з білими оштукатуреними нішами. Поява в Нясвіжі другого в Європі твору архітектури бароко — Парафіяльної церкви — допомогла виявити в цьому стилі найбільший внесок білорусів в європейське мистецтво завдяки унікальній мурованій архітектурі Вільно та Могилевського бароко.

### Заняття

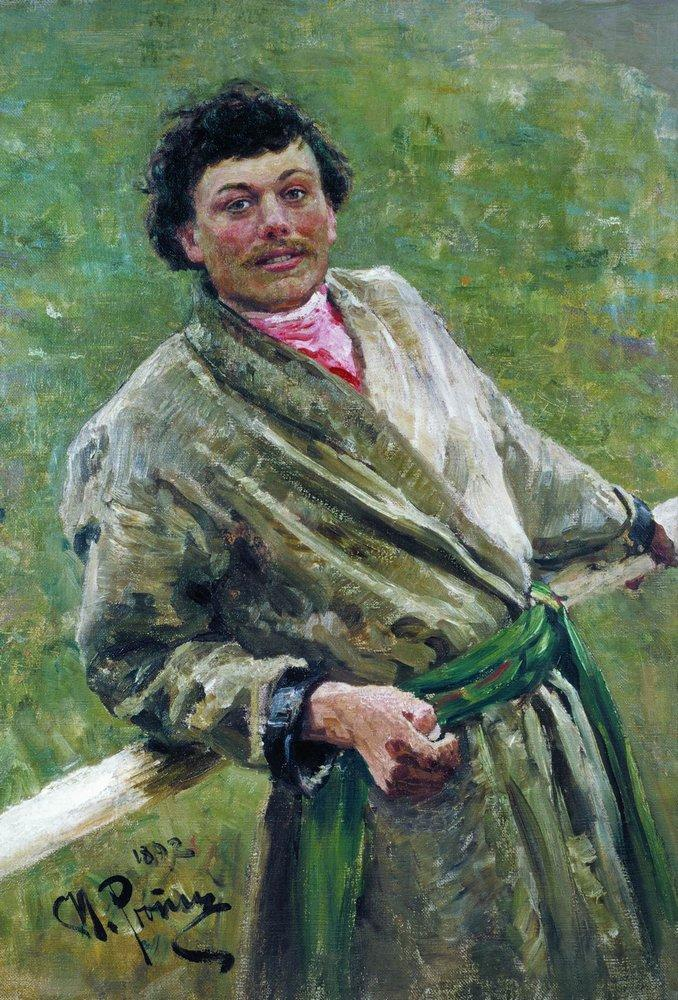
Картина Іллі Рєпіна — Білорус. 1892

Традиційні заняття білорусів — землеробство, тваринництво, а також бджільництво, збирання. Вирощували озиме жито, пшеницю, гречку, ячмінь, горох, льон, просо, коноплі, картоплю. На городах садили капусту, буряк, огірки, цибулю, часник, редьку, мак, моркву. У садах — яблуні, груші, вишні, сливи, ягідні чагарники (аґрус, смородину, ожину, малину і ін.). Пануючою системою землекористування на початку 20 століття було трипілля, у малоземельних — двопілля.
Основні орні знаряддя — соха (поліська, або литовська, вітебська). Використовували також рало, сошку. Для боронування застосовувалася плетена або в'язана борона і більш архаїчна борона-суковатка. З кінця 19 століття з'явилися залізні плуг і борона. Знаряддя збирання врожаю — серпи, коси, вила, граблі. Зерно сушили в зрубових приміщеннях — осетях або євнях. Для обмолоту використовували ціп, круглу колоду. Зерно зберігали в коморах і клітях, картопля — в льохах, склепах.
У тваринництві велику роль грало свинарство. Розводили також велику рогату худобу. На всій території Білорусі поширено вівчарство. Конярство найбільш розвинено на північному сході. Повсюдно збирали в лісі ягоди, гриби, заготовлювали кленовий і березовий соки. У річках і озерах ловили рибу.
Одержали розвиток промисли і ремесла — виготовлення рогож, землеробських знарядь, обробка шкір, овчини, хутра, виготовлення взуття, транспортних засобів, меблів, керамічного посуду, бочок і домашнього начиння з дерева. Особливе значення мало виготовлення декоративно-прикладних виробів з текстильної сировини і шкіри, виробів з народною вишивкою. Окремі види промислів і ремесел зберігалися, але багато зникло. Останніми роками почали відроджуватися плетіння з соломки, виготовлення поясів, вишивка одягу і ін.

### Поселення та житло
Основні типи поселень білорусів — вёска (село), містечка, застінки (поселення на орендованій землі), виселки, хутори. Найбільшого поширення набули села. Історично розвинулося декілька форм планування поселень:
- скупчена (безсистемна), була найпоширеніша на північному сході, особливо в шляхетских околицях.
- лінійна (рядова). Лінійне планування (садиби розташовані уздовж вулиці з однієї її сторони) на всій території Білорусі широкого поширення набула в 16-17 століттях. Число будинків в поселенні — від 10 до 100 (переважно в Поліссі).
- вулична і ін. У сучасних селах переважає вуличне планування, будинки розташовуються уздовж доріг з обох боків, торцем до дороги.

Селянський двір складався з хатини, комори (клеті), навісу для дрів (паветкі), сараю для худоби (хлявы), сараю для сіна (ёўня, асець). Виділяється три основних типи планування садиб:
- віночний — весь комплекс житлових і господарських споруд утворює квадрат або прямокутник, всі будови пов'язані один з одним;
- погонний — житлові і господарські споруди утворюють ряд в декілька десятків метрів;
- незв'язані будови (з'явився недавно, частіше зустрічається в Мінській, Брестській і Гродненській областях).

У післяреволюційний час відпала необхідність в деяких господарських спорудах, наприклад, приміщеннях для обмолоту зерна, утримання коней, волів і др.; ліквідація їх привела до трансформації традиційного планування в дворядну погонну, Г-подібну і з незв'язаними будовами.
Традиційне житло білорусів еволюціонувало від землянки до однокамерних, пізніше багатокамерних споруд. На початку 20 століття основними типами були 1-2-3-камерні зроблені з колод будови з двоскатним, рідше чотирьохскатним дахом, покритою соломою, дранкою, дошкою; переважаюче планування: хатина + сіни і хатина + сіни + комора (кліть). Поступово третя будова придбала житлову функцію: хатина + сіни + хатина; ускладнилося внутрішнє планування, виділилися окремі приміщення. Внутрішнє планування було стійке — піч розміщувалася в правому або лівому кутку від входу і челюстями повернена до довгої стіни з вікном. У протилежному кутку по діагоналі від печі знаходився красний кут (кут, покуць), почесне місце в будинку. Там стояв стіл і знаходилася ікона. Уздовж стін розміщувалися лавки. Від печі уздовж глухої стіни були помости — нари. Пізніше з'явилися ліжка. Біля дверей стояли невеликі лавки (услоны). На стіні на кухні — полиця для посуду. Інтер'єр оформлявся різними мереживами, домотканими скатертинами, рушниками і покривалами, килимами і ковдрами. Декоративно-архітектурні орнаменти прикрашали житло із зовнішньої сторони. Еволюція сучасного житла білорусів виразилася в зростанні будинків-п'ятистінок, появі цегляних, нерідко двоповерхових будинків, часто з водопроводом, газом.

### Сім'я
У 19 столітті багато селян жили великими сім'ями — батьківськими (включали батьків, неодружених дітей, одружених синів, невісток і внуків) і братськими (з братів і їх сімей). Процес розпаду великих сімей завершився наприкінці 19 століття; стали переважати проста нуклеарна сім'я і складна, розширена, в яку окрім шлюбної пари з дітьми або без них входили ще і батьки подружжя. Було поширене примачество. У 19 і навіть на початку 20 століття в селі зберігалися елементи громадської організації — взаємодопомога односельців в роботі — талока, сябрини. Багато важливих справ розв'язувалися на сільському сході, в якому брали участь голови сімей (гаспадар). На сході вибирали старосту, призначали опікунів, обговорювали сімейні конфлікти і ін.

### Обряди
З сімейних обрядів найбарвистішим було весілля. Весільні обряди можна підрозділити на передвесільні (сватання, заручини); власне весілля (суборна субота, печення короваю, посад, зустріч дружин молодих, зведення молодих, ділення короваю). Найважливішими вважали посад нареченої і жениха, викуп коси, ділення короваю і ін. Багато традиційних обрядів, в скороченому вигляді або переосмислені, збереглися і в сучасному весіллі білорусів, багато хто відтворюється в ігровій формі. Головний момент пологових обрядів — розбивання горщика, пригощання бабиною кашею, катання бабці-повитухи на бороні, санях, конях. Похоронний обряд включав ряд архаїчних елементів — поминальна трапеза з обов'язковою кутею, запалювання свічок і ін.
Великою різноманітністю відрізняється календарний обрядовий цикл. Напередодні Різдва влаштовували вечерю (пісну), обов'язкова страва — ячмінна каша. Дівчата ворожили про свою долю. Співали колядки (калядки) і щедрівки. У другий день Різдва група молоді, вбравшись Козою, Ведмедем, Конем і ін., обходила будинки сусідів і виконувала величальні пісні (калядки). На Масницю пекли млинці, каталися на конях, проте масляничні обряди білорусів були менш розвинені, чим у росіян або українців. Зустріч весни наголошувалася співом веснянок. Зі східнослов'янських народів обрядовий характер зустрічі весни найдовше зберігався у білорусів.
Національну специфіку складали волочебні пісні, які у білорусів були поширенішими, ніж у росіян і українців. Вони виконувалися на Великдень під час обходу дворів волочебниками (дорослі чоловіки), що бажали господарям урожаю, багатства в будинку. На другий день Великодня водили хороводи. Особливий пласт народної поезії представляє купальські пісні. Це свято зберегло найбільш архаїчні риси. У ніч на Івана Купалу палили багаття, хлопці і дівчата стрибали через них, шукали чудодійну квітку папороті, купалися, ворожили, пускали вінки водою і ін. Збереглося багато купальських пісень. Широко поширені дожинки. Плели дожинковий вінок, прикрашали останній сніп, влаштовували святкову трапезу. Дожинки супроводжувалися особливими піснями.

### Національний одяг

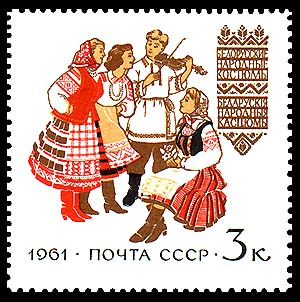
Національний одяг білорусів на поштовій марці СРСР 1961 р.

Традиційний комплекс чоловічого одягу складався з сорочки, наговиць (поясний одяг), безрукавки (камізельки). Сорочку носили навипуск, підперізувалися кольоровим поясом. Взуття — личаки, шкіряні постоли, боти, взимку валянки. Головні убори — солом'яний капелюх (бриль), валяна шапка (магерка), взимку хутряна шапка (аблавуха). Через плече носили шкіряну сумку. У чоловічому костюмі переважав білий колір, а вишивки, прикраси були на комірі, внизу сорочки; пояс був різноколірним.
Жіночий костюм різноманітніший, з вираженою національною специфікою. Виділяються чотири комплекси: із спідницею і фартухом; із спідницею, фартухом і гарсетом; із спідницею, до якої пришитий ліф-гарсет; з поневою, фартухом, гарсетом. Два перших відомі на всій території Білорусі, два останніх в східних і північно-східних районах. Є три типи сорочок: з прямими плечовими вставками, туникоподібна, з кокеткою; велика увага приділялася вишивкам на рукавах. Поясний одяг — різноманітного фасону спідниці (андарак, саян, палатнянік, летнік), а також поньови, фартухи. Спідниці — червоні, синьо-зелені, в сіро-білу клітку, з подовжніми і поперечними смугами. Фартухи прикрашалися мереживами, складками; безрукавки (гарсет) — вишивкою, мереживами.
Головний убір дівчат — вузенькі стрічки (скідочка, шлячок), вінки. Одружені жінки прибирали волосся під чіпець, надягали рушниковий головний убір (намітка), хустку; існувала безліч способів їх зав'язувати. Щоденне жіноче взуття — личаки, святкова — постоли і хромові боти. Верхній чоловічий і жіночий одяг майже не відрізнявся. Її шили з валеного нефарбованого сукна (свита, сярмяга, бурка, латушка) і дубленої (казачина) і недубленой (кожух) овчини. Носили також каптан, кабат. У сучасному костюмі використовуються традиції національної вишивки, крою, колірної гами.

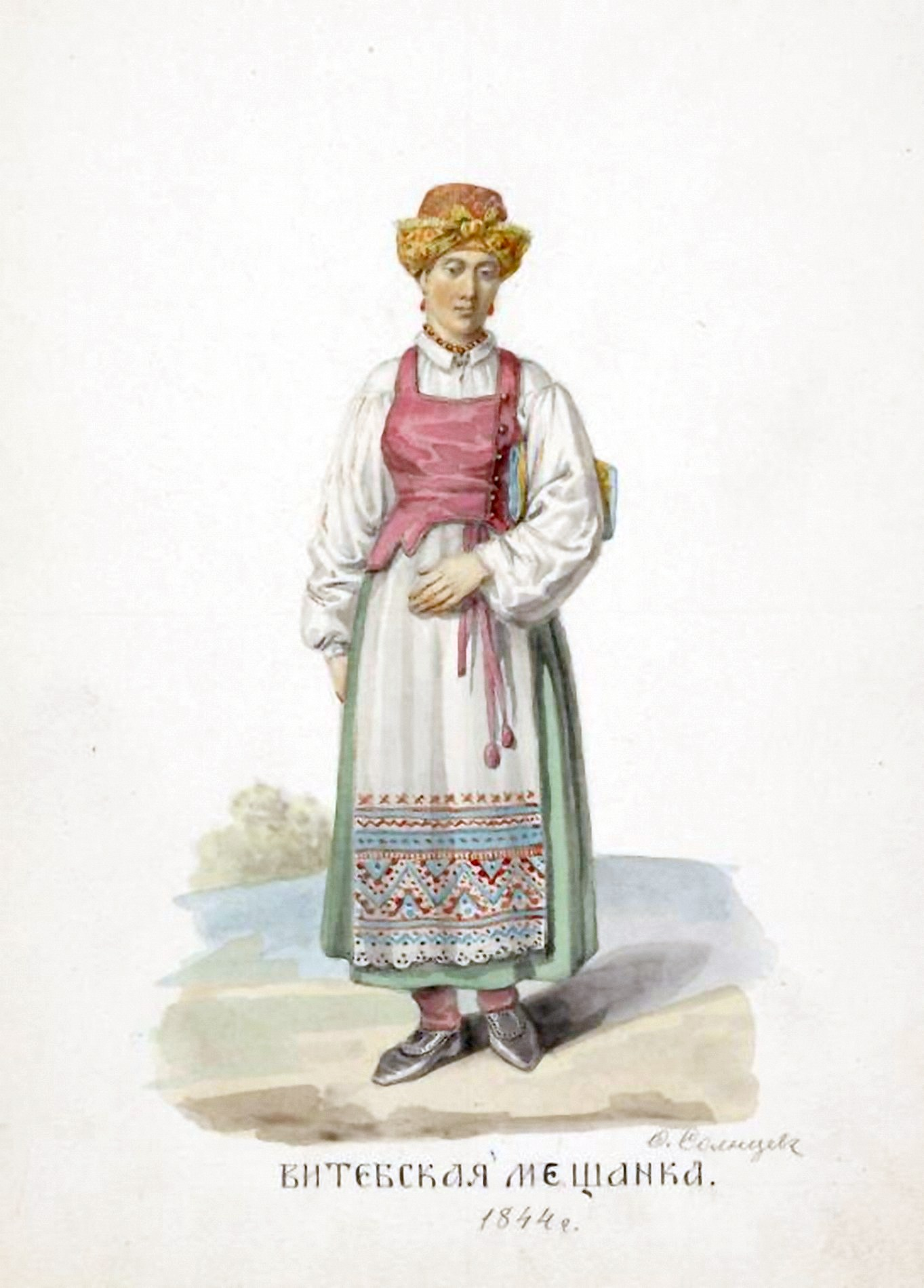
Вітебська міщанка, 1844 р.
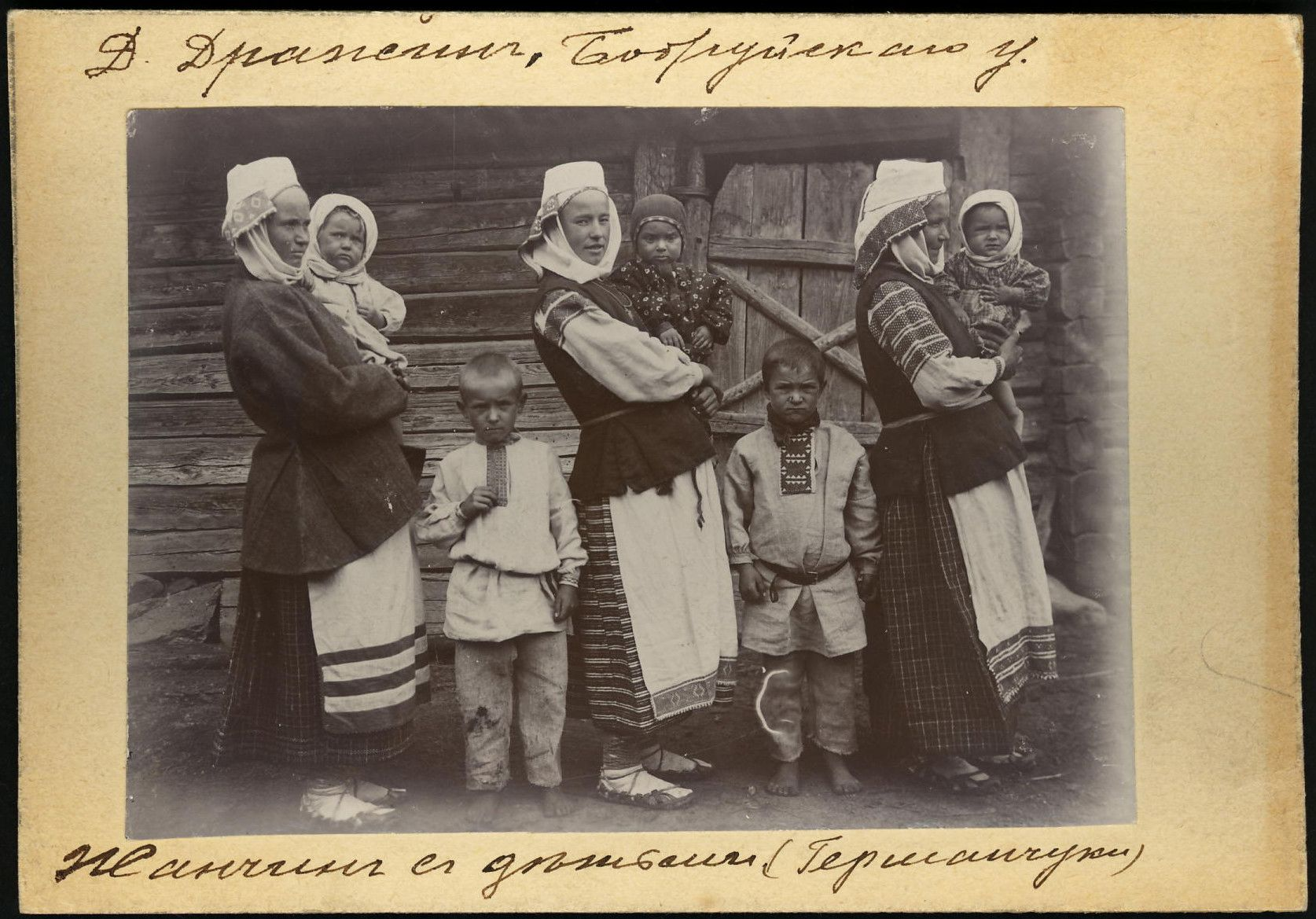
Білоруски з дітьми, Бобруйський повіт
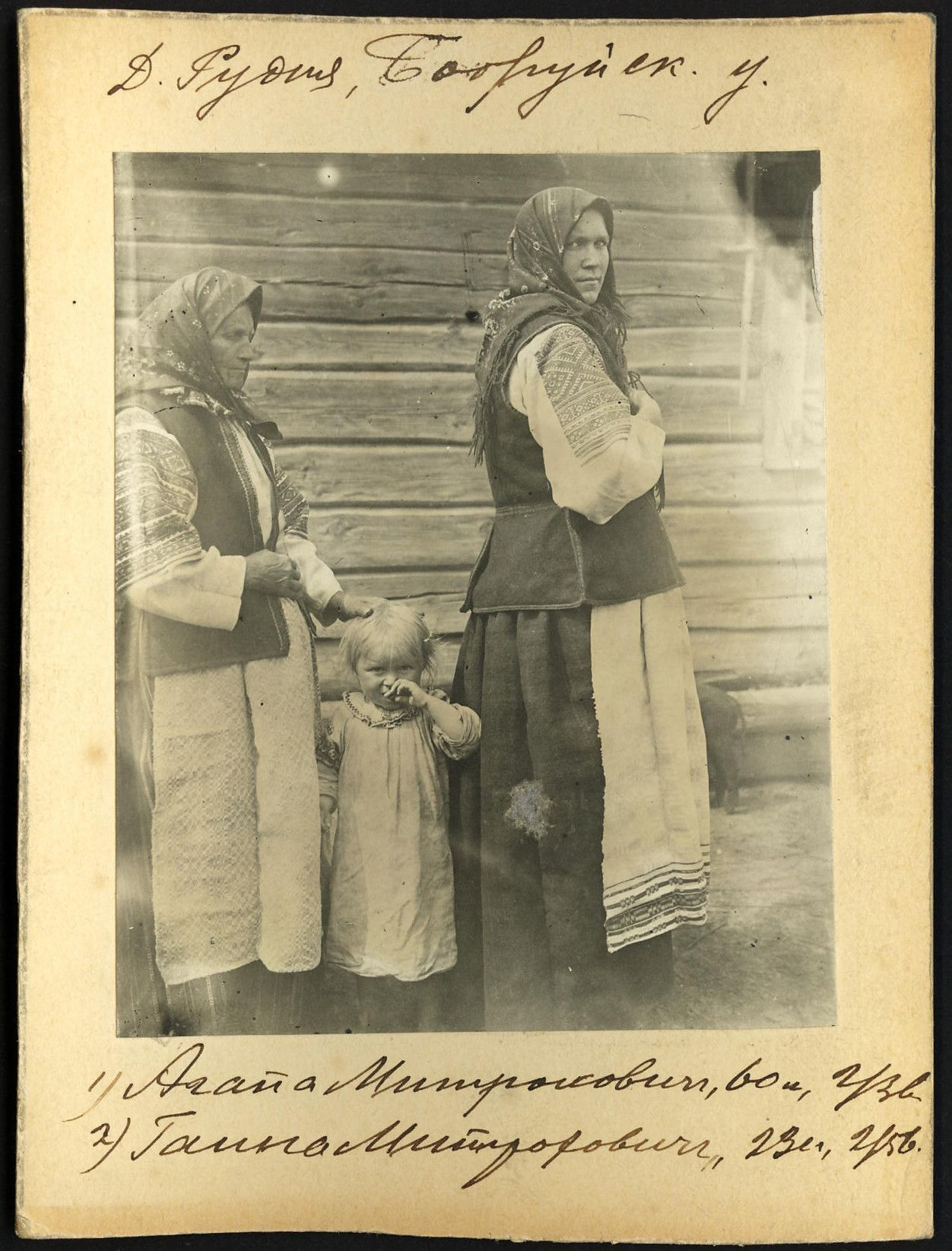
Білоруски, Бобруйський повіт
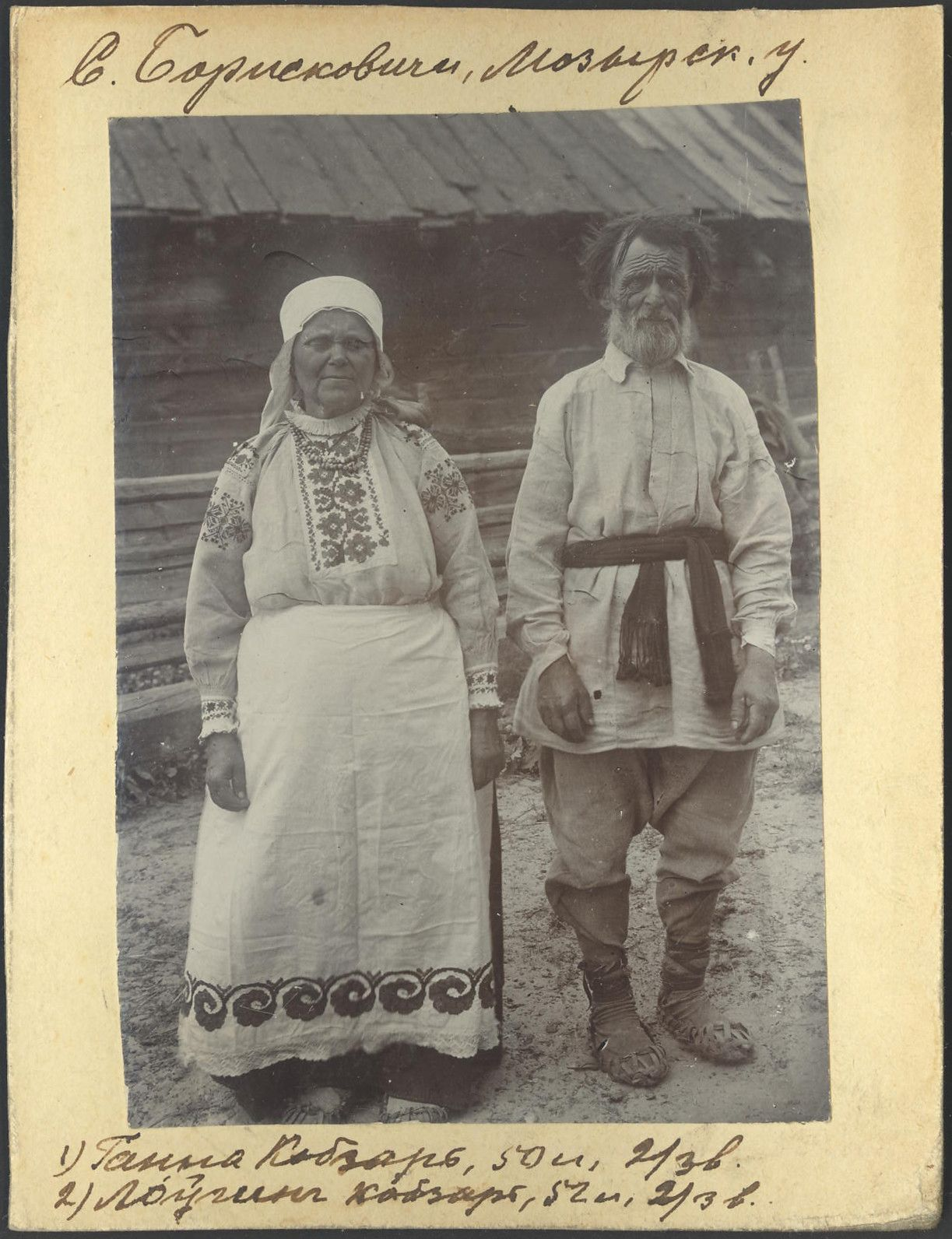
Білорус і білоруска, Мозирський повіт

### Фольклор
У фольклорі білорусів представлений широкий спектр жанрів — казки, легенди, перекази, прислів'я, приказки, загадки, заговори, календарна і сімейна обрядова поезія, народний театр і ін.
У легендах, переказах, биличках знайшли віддзеркалення дохристиянські уявлення білорусів про походження світу. Багата пісенна творчість білорусів. З музичних інструментів популярні були батлейка, басетля, жалійка, ліра, бубон та ін.

### Кухня
Традиційна кухня білорусів включає різноманітні страви з борошна, круп, овочів, картоплі, м'яса і молока. Способи збереження продуктів — сушка, квашення, соління. У харчуванні велику роль грали дикорослі рослини — щавель, цибуля лугова, польовий часник, кропива і ін. Найбільш стародавній вид рослинної їжі — каші з ячмінних зерен, проса, вівса, ячної і гречаної круп. Каші з ячмінних зерен (кутя, гущавина) зберігаються і зараз як обрядові на родини, поминання. З борошна (переважно житнього) готували рідкі і напіврідкі страви: квашені — солодуха, кваша, кулага і неквашені — калатуша, затерла, галушки, макарони, куліш, маламаха. З вівсяного борошна — киселі, жур, толокно.
Основу повсякденного харчування складав хліб (житній, рідше пшеничний). Його пекли переважно з кислого тіста з різними добавками — картоплею, буряком, з жолудями, половою і ін. залежно від достатку в сім'ї. З хлібного тіста пекли різні коржики — скавародники, праснаки, коржі; у свята — пироги. Традиційна їжа білорусів — млинці з житнього, пшеничного, гречаного борошна. Один з основних продуктів харчування білорусів — овочі. Горох і боби тушили; капусту, буряк, брукву, огірки солили; ріпу, моркву — парили і пекли. З овочів варили рідкі страви — ботвінья, холодник, борщ. З другої половини 19 століття міцні позиції в харчуванні зайняла картопля. Відомо більше 200 страв із застосуванням картоплі — печений, відварний, смажений, тушкований, пюре, коми, бабка або дранка, галушки, чаклуни, млинці, гульбишники, суп, запіканки, пиріжки і т. д. Молоко частіше уживається в кислому вигляді; сир і особливо вершкове масло, сметана — в обмеженій кількості. М'ясо і м'ясні продукти використовувалися переважно у складі страв, частіше вживали свинину, баранину, м'ясо свійської птиці, рідше яловичину. З напоїв відомі березовий сік, медовий, хлібний, буряковий кваси.
Обрядова їжа: коровай на весіллі; фарбовані яйця, булки, паска, ковбаси на Пасху; кутя, млинці, киселі на поминаннях; бабина каша на родини; налисники на масницю; кулага на Івана Купала і ін.
Традиції харчування значною мірою зберігаються і зараз. У раціоні переважають страви з картоплі, млинці, каші, молочні страви. Збільшилося споживання м'ясних продуктів, соняшникової олії. З'явилися страви, запозичені у інших народів, — шашлик, біфстроган, плов, гуляш, пельмені і ін. Зросла роль привезених напоїв — чаю, какао, кави. Зникли з вживання коноплі, лляне насіння, деякі страви з борошна — солодуха, кулага, толокно, борошняні киселі.

### Національна символіка

Герб погоня

Національними символами білорусів є біло-червоно-білий прапор і герб погоня, які були державними символами Білоруської Народної Республіки в 1918 році та Республіки Білорусь у 1991—1995 роках. У 1995 році вони були позбавлені державного статусу в результаті референдуму, ініційованого диктатором Олександром Лукашенко, який відзначився невідповідністю Конституції та законодавству країни, порушенням закону та фальсифікацією результатів голосування, у кінці чого були повернуті радянські символи Білоруської РСР.

#### Національні кольори

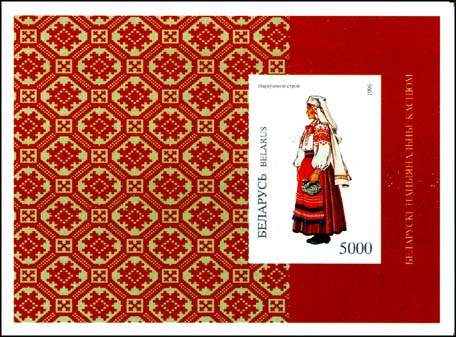
Марка Білоруської пошти з національним костюмом та орнаментом

Національні кольори білорусів — білий та червоний — є історичною спадщиною білоруської матеріальної та духовної культури. Ці кольори можуть з'являтися у різних формах та виразах на різних носіях та предметах — на національному та звичайному одязі, у мистецтві, у геральдиці та вексилології. Червоні елементи на білому тлі вважаються найпоширенішим поєднанням кольорів в білоруському орнаменті, а особливістю білоруської готичної архітектури є поєднання червоної цегляної кладки з білими оштукатуреними нішами. Тим часом на вексилологічних матеріалах, що походять з Білорусі, ще з часів Середньовіччя фіксуються поєднання білого та червоного кольорів. Наприклад, прапором Великого князівства Литовського було червоне полотно із срібним вершником. Один з його найдавніших малюнків датується 1443 роком. Водночас герби воєводств Великого князівства Литовського, які займали територію сучасної Білорусі, за своєю кольоровою гамою найбільше відповідали червоно-білій гамі.
На думку дослідників історії духовної культури, поєднання білого і червоного сягає часів індоєвропейської єдності. На думку В'ячеслава Іванова, індоєвропейського та слов'янського вченого, «індоєвропейська ієрархічна символіка кольорів визначається співвідношенням вищого (священичого) чину з білим, а потім соціальним чином — військового — з червоним …». У процесі етногенезу білорусів, на думку історика Михайла Ткачова, білий став «знаком добра, знаком чистоти, джерельної води, благородного срібла», в свою чергу червоний — знаком життєдайного вогню, символом мужності та войовничість, мужність, доблесть і пролита кров, пролита за Вітчизну".
У християнській традиції червоний колір на білому тлі є знаком страждань Христа, пролитих кров для людства. Починаючи з Середньовіччя, багато художників зображували Спасителя, який тримав білий прапор з червоним хрестом або червоною смугою (наприклад, «Воскресіння Христа» Альбрехта Альтдорфера). Тим часом біло-червоно-біла стрічка ХІІ століття. входить до набору одягу білоруських церковних ієрархів і символізує світло Старого та Нового Завітів, яке повинен проповідувати єпископ.
Естетично поєднання білого і червоного вважається класикою і відповідає правилам геральдики. Червоний колір у національному біло-червоно-білому поєднанні походить від традиційного білоруського герба погоня, а переважання білого кольору було обумовлено самоназвою нації — білоруси.

#### Герб Погоня

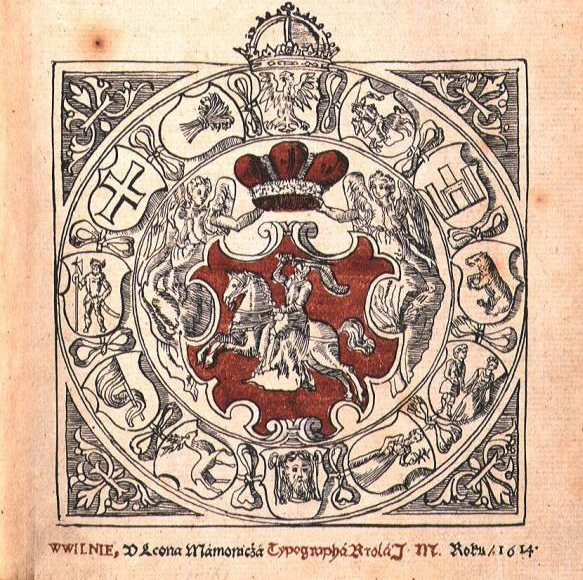
Погоня із Литовського статуту видання 1614 року

Традиційний національний герб білорусів — Погоня — це державний герб Великого князівства Литовського, Білоруської Народної Республіки та Республіки Білорусь, який втілює ідею захисту батьківщини. Це зображення озброєного вершника на білому коні на червоній мішені. Вершник тримає меч у піднятій правій руці, білу, червону або синю мішень із золотим шестигранним хрестом у лівій. На лівій стороні вершника — ножна меча, з-під сідла висить трикутний джгут. Білоруський національний біло-червоно-білий прапор утворений з основних кольорів Погоні — національних кольорів білорусів.

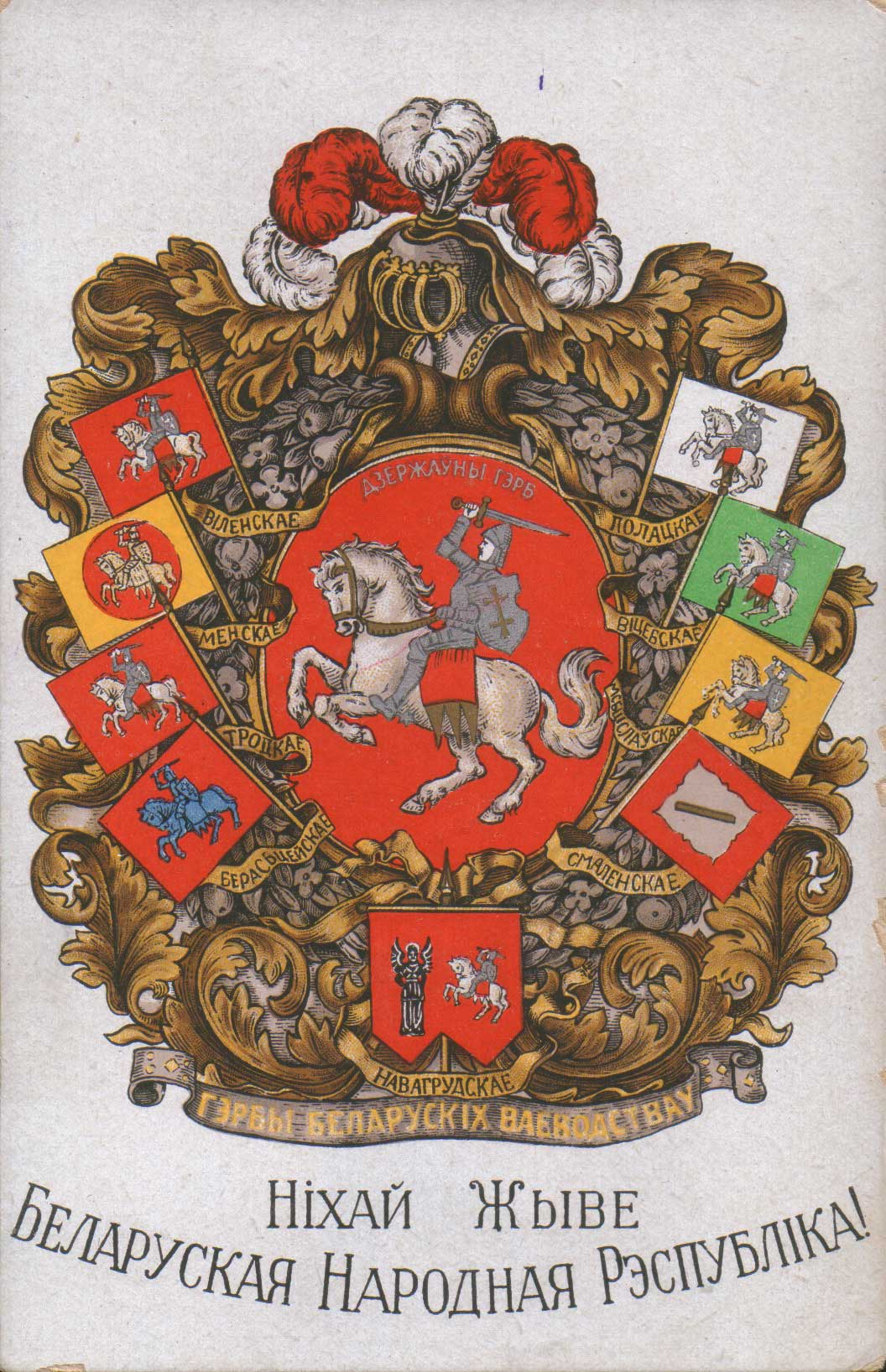
Листівка БНР з Погонею та національним девізом, 1918 рік

За словами Михайла Ткачова, походження герба погоня сягає корінням у століття і має семантичний зв'язок із давньою військовою традицією погоні людей — найважливішою функцією організації життя та побуту східнослов'янських племен, коли всі були відповідальний за життя одноплемінника. У разі раптового нападу ворога та полону родичів кожен чоловік, який мав право носити зброю, повинен був бігти пішки або на коні в погоні за ворогом, щоб відвоювати. В умовах військової демократії традиція національних пошуків здійснювалася безумовно і зберігалася століттями як в епоху Русі, так і в часи Великого князівства Литовського. Великий князь литовський Ягайло у своєму (латинській) грамоті від 20 лютого 1387 р. Писав: «…за давнім звичаєм переслідування ворогів є обов'язком кожної людини на нашій землі; такий спільний рух з вигнання ворога з нашої литовської землі в народі називається „погоня“ (pohonia)». Як зазначає Аляксей Шаланда, білоруський герб, назва Погоня, не залишає сумнівів у білоруській етнічній приналежності суспільства, де з'явився і використовувався герб Великого князівства Литовського.
Перше відоме зображення Погоні розміщено на печаті великого князя Гедиміна і датується 1323 роком. Державний статус герб отримав за правління Вітовта Великого. У XV—XVIII століттях Погоню ставили біля воріт білоруських місць і замків. Це відображено в міській геральдиці — серед іншого, на гербі Могильова. Різні версії Погоні стали гербами воєводств Великого князівства Литовського — Вільно, Мінська, Бреста, Новогруда, Мстислава, Полоцька та інших (крім Жамойтії). При цьому зображення Погоні належать лише етнічній території білорусів, усі сусідні землі мають інші герби. З мінімальними стилістичними змінами погоня була державним гербом Великого князівства Литовського та частиною герба Речі Посполитої до 1795 р., коли внаслідок поділу Речі Посполитої територія Білорусі стала частиною Російської імперії. Таким чином, понад 500 років усі етнічно білоруські землі жили «під знаком Погоні», а предки сучасних білорусів просто не знали жодної іншої державної емблеми.
За часів московського панування Погоня входила до складу гербів «білоруської» (Полоцька намісництво, Могильовське намісництво, Вітебська губернія) та «Литовської» (Гродненська губернія та Віленська губернія) адміністративно-територіальних одиниць Російської імперії. Крім того, цей герб був присутній на прапорах військових частин, сформованих з вихідців з білоруських земель (Польовий гусарський білоруський полк, Полоцький мушкетний полк, Гродненський гусарський полк тощо). Крім того, колишній національний символ став частиною офіційних гербів східно-білоруських міст (Вітебськ, Веліж, Городок, Двінськ, Дриса, Лепель, Могилів, Невель, Полоцьк, Себеж, Сураж, Чериків). Наприкінці 1850-х років Погоня була розміщена на державному гербі Російської імперії як символ колишніх земель Великого князівства Литовського. Узагалі, у відображенні давньої Погоні на білоруських губернських, повітових, міських та військових гербах Російської імперії констатувалося розуміння сусідніми народами тотожності понять: географічне та етнічне — Білорусь, а геральдичне — погоня. З іншого боку, «Погоню» активно використовували учасники визвольного повстання 1830—1831 рр. та національно-визвольного повстання 1863—1864 рр. як символ боротьби за відновлення втраченої державності. Таким чином, герб погоня в XIX столітті з одного боку був офіційним символом, а з іншого — неофіційним, революційно-демократичним. Але у всіх випадках він ототожнювався з конкретною територією — територією сучасної Білорусі.

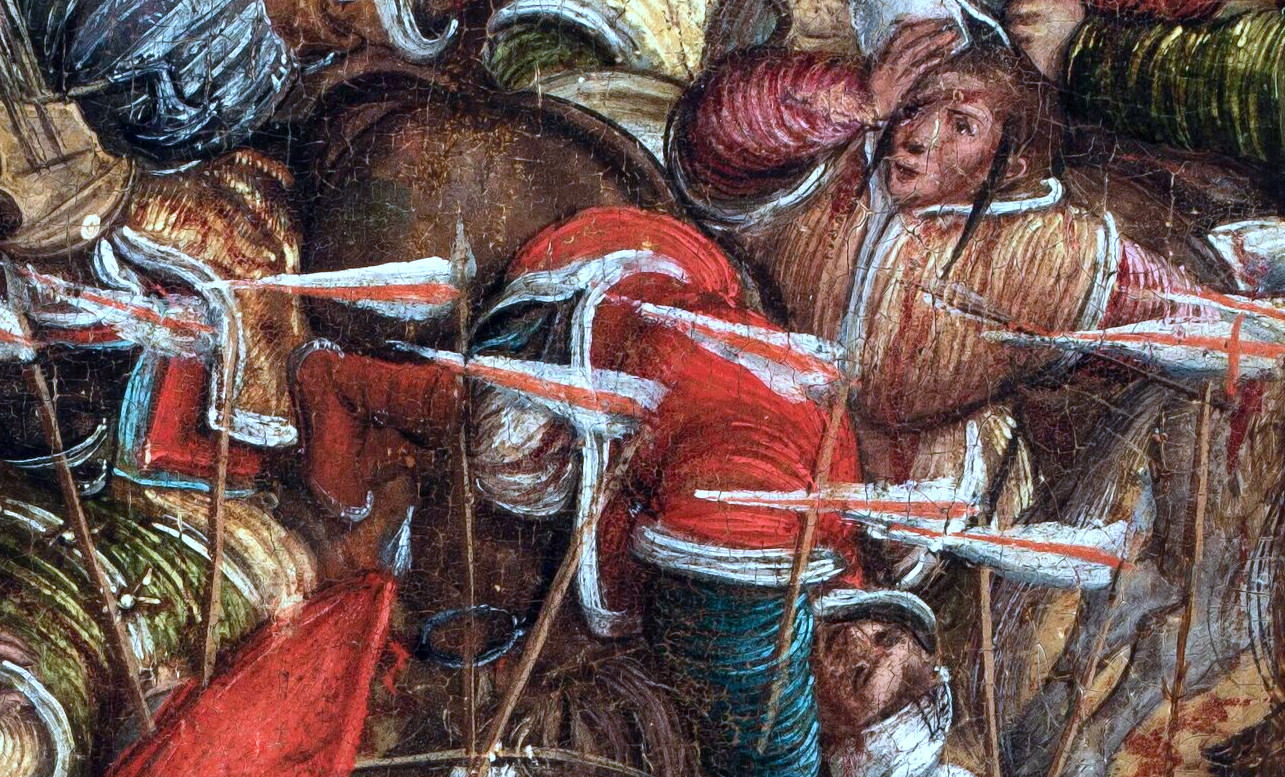
Біло-червоно-білі прапори на картині «Битва під Оршею», 1524 рік

На початку XX століття Погоня разом із сформованим на її основі національним біло-червоно-білим прапором активно використовувався білоруським національним рухом, а в 1918 році вони отримали статус державного герба та прапора Білоруської Народної Республіки. У 1920 р. герб Погоня разом із біло-червоно-білим прапором як білоруський та державний використовували учасники Слуцького збройного дійства, військової боротьби за незалежність Білоруської держави. Після окупації й анексії Радянською Росією території БНР ці символи були таємно заборонені в СРСР, але продовжували активно використовуватися білорусами поза ним. Після відновлення незалежності в 1991 році «Погоня» з біло-червоно-білим прапором знову стала офіційною державною символікою Білорусі. Однак у 1995 році вони були позбавлені офіційного статусу в результаті референдуму, ініційованого Олександром Лукашенко, який відзначився невідповідністю Конституції та законодавству країни, порушенням закону та фальсифікацією результатів голосування. У 2007 році офіційний уряд Білорусі надав гербу погоня статус нематеріальної історико-культурної цінності.

#### Біло-червоно-білий прапор

Біло-червоно-білий прапор

Історичний національний прапор білорусів — біло-червоно-білий прапор — державний прапор Білорусі з 1918 року. Це тканина розміром 1:2, з трьома рівними горизонтальними смугами — двома білими і однією червоною між ними. Він сформований за правилами геральдики та вексилології з білоруських національних кольорів на основі традиційного національного герба погоня. Історична та культурна цінність білоруського народу, пов'язана з двома основними подіями в історії Білорусі — проголошенням незалежності національної держави 25 березня 1918 р. та її відновленням 25 серпня 1991 році.
Встановлення біло-червоно-білого прапора як символу білоруського національно-визвольного руху, метою якого було державне самовизначення білорусів, зазвичай приурочується до початку XX століття, хоча вексилологічні матеріали литовської та першим документальним підтвердженням використання біло-червоно-білого прапора є зображення XVI століття, присвячене Оршанській битві. Тим часом перша згадка про використання білорусами національного прапора в культурно-освітній діяльності сягає кінця XIX століття. Однак інформації про точну дату розробки та затвердження ескізу біло-червоно-білого прапора немає. Назвіть різні дати його появи — 1905, 1909, 1912, 1917. За численними свідченнями, автором проєкту сучасного зображення біло-червоно-білого прапора був білоруський громадсько-політичний та культурний діяч Клавдій Дуж-Душевський, який створив його на замовлення білоруських організацій у Санкт-Петербурзі. У своїх мемуарах Клавдія Дуж-Душевський засвідчив зв'язок білоруського національного прапора з гербом погонею: «Білоруси [давно] вважали білу Погоню на червоному полі своїм державним прапором».

#### Національний гімн

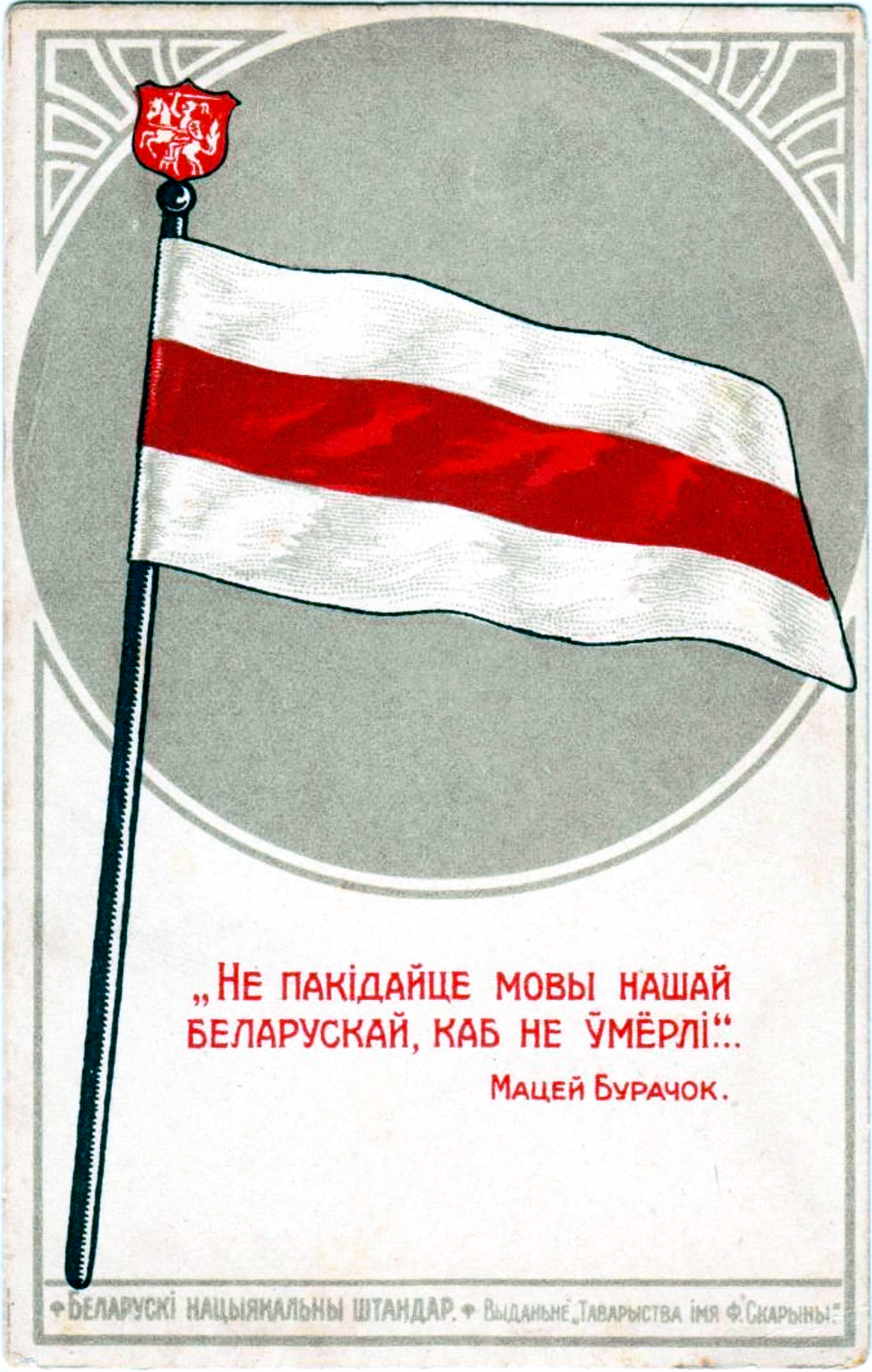
Білоруський національний штандарт: Біло-червоно-білий прапор і герб погоня. Листівка часів БНР

Кілька творів претендують на статус білоруського гімну, серед яких виділяється державний гімн Білоруської Народної Республіки — Ми вийдем щільними рядами. Це пісня національно-визвольної боротьби від автора Макара Касцевича (Кравцова) на музику Володимира Теравського, марш 1-ї Слуцької стрілецької бригади БНР під час Слуцького збройного дійства. У 1991 році відомі письменники Василь Биков, Алесь Адамович та Ригор Барадулін виступили з публічним закликом повернути цьому гімну статус державного.
Інші найвідоміші білоруські гімни:
- Могутній Боже — духовний гімн білорусів;
- Погоня — білоруська пісня на однойменний вірш Максима Багдановича, яку називають «Білоруською Марселю».

#### Живе Білорусь!
Патріотичне заклик «Живе Білорусь!» розглядається як національний девіз, (у розширеному вигляді — Хай живе вільна, незалежна Білорусь!), спрямована на пробудження національних та громадянських почуттів, консолідацію народу Білорусі на захист свободи, незалежності своєї країни, рідної мови, всієї національної культури. Широке використання цієї фразеології в різні часи стало можливим завдяки її змісту — прагненню до процвітання своєї землі, своєї держави. У цьому девізі білоруська національна ідея сформульована у найбільш лапідарній формі.

## Релігія
Більшість віруючих білорусів — православні, менша кількість — римо-католики. Атеїзм поширився завдяки радянській боротьбі проти релігії в країні.

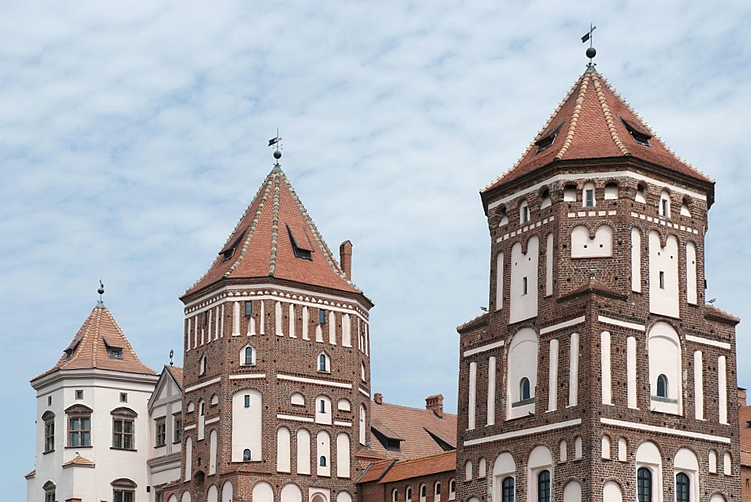
Вежі Мірського замку

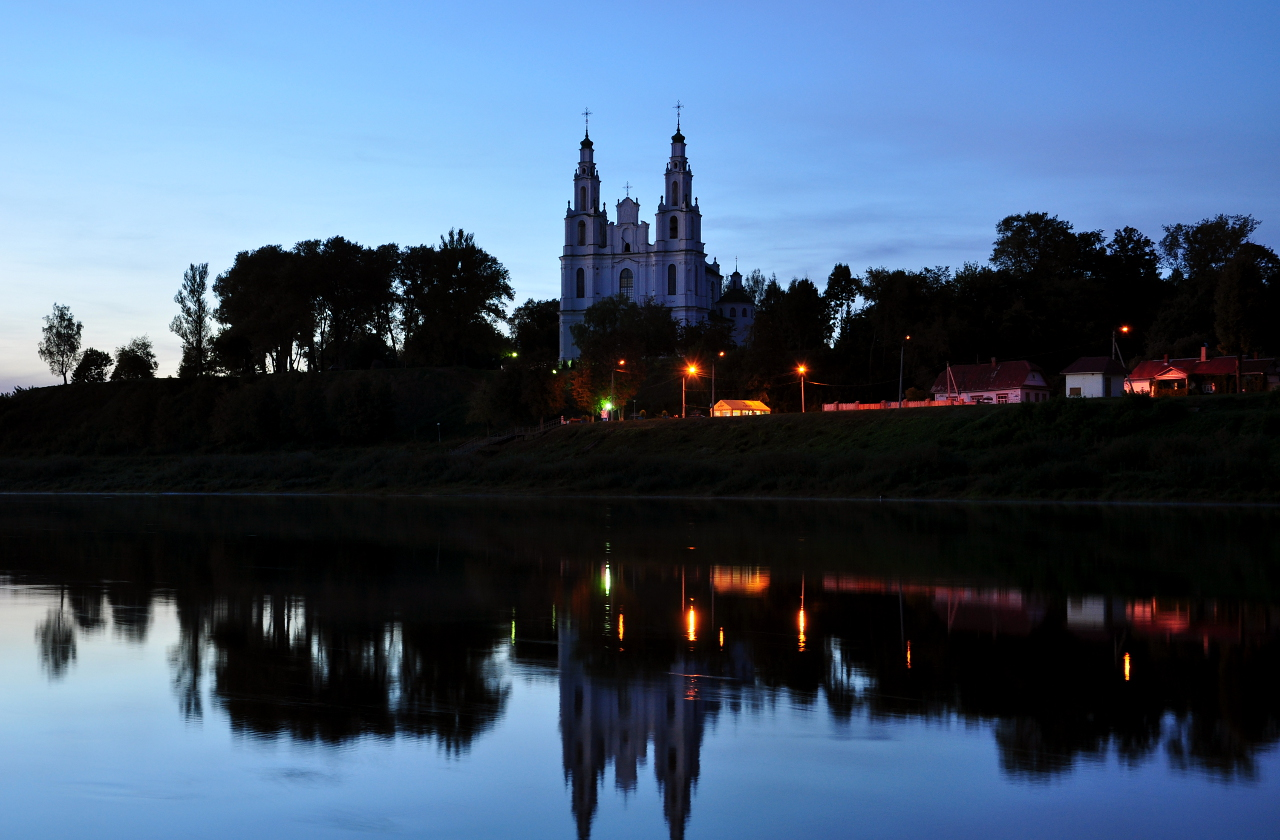
Полоцький Софійський собор, XI ст. (про реконструкцію в стилі віленського бароко)

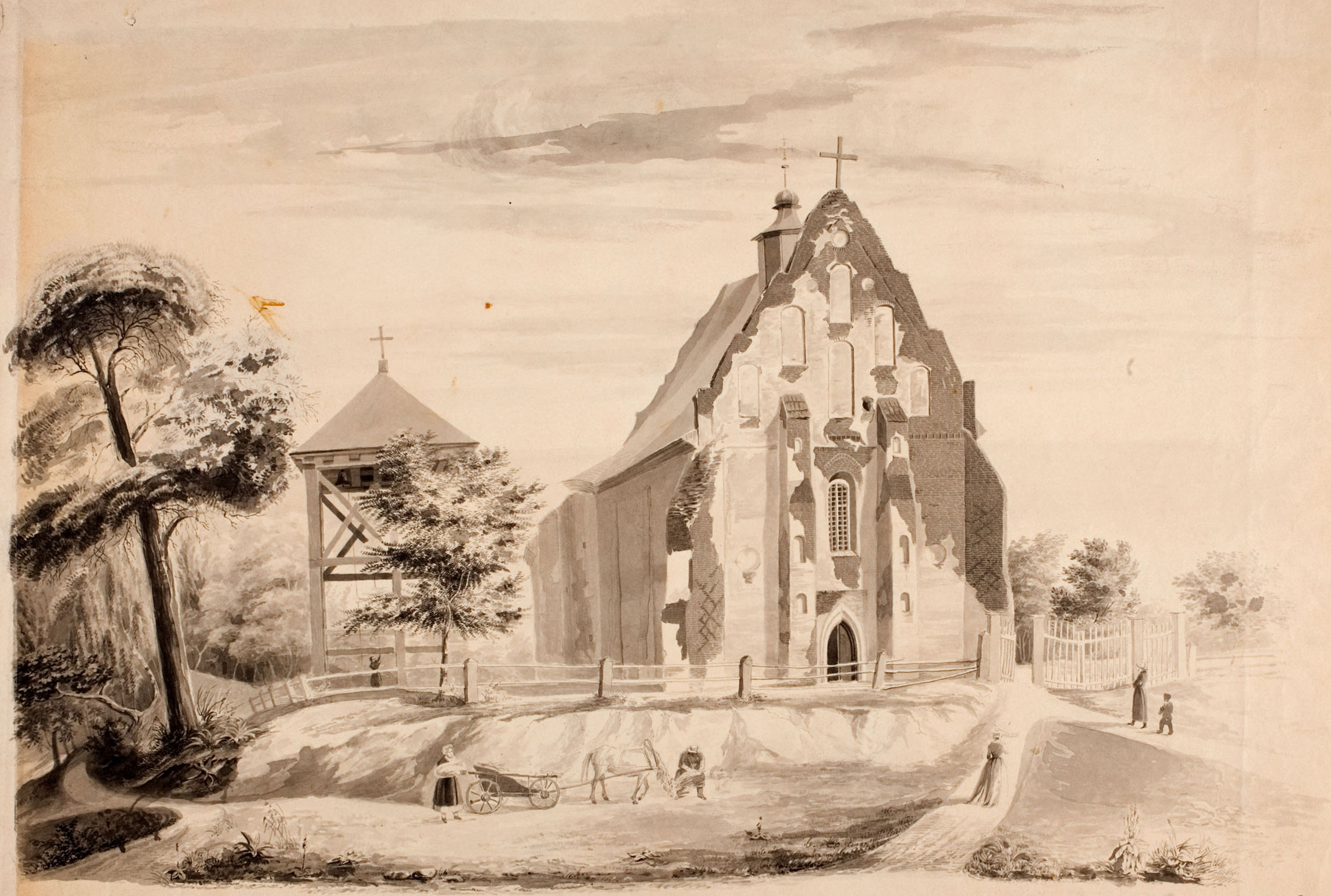
Католицька церква в Ішкальді, XV ст

У давнину населення етнічної території білорусів було язичницьким. У Х-ХІ століттях тут почало поширюватися християнство. Одним з перших місіонерів був ісландський мандрівник Торвальд. Перша християнська Полоцька єпархія з'явилася в 992 році. Це була адміністративна одиниця Київської митрополії Константинопольського патріархату. Взагалі, є підстави вважати, що поширення східних, або візантійських, і західних, або римських обрядів християнства (поділ на православ'я та католицизм відбувся лише в 1054 р.) серед білорусів відбувалося одночасно і паралельно. У XIII—XIV століттях у Великому князівстві Литовському основний ареал формування білоруського етносу визначався переважанням слов'яномовного населення, яке переважно було християнським. Одночасно відбувалися контакти із сусіднім балтійським язичницьким населенням, яке поступово стало слов'янським. Присутність християн у Вільно та Кернаві, що відзначається з середини XIII століття, свідчить про тривале співіснування християнського та язичницького населення у Великому князівстві Литовському.
У середині XIII століття за часів Міндовга була сформована перша католицька єпархія (хоча в 1105 р. Києво-Печорський патріархат згадує про Туровську єпархію, а в першій половині XIII ст. Русинська єпархія діяла в Полоцьку і охоплювала землі Велике князівство Литовське. Пізніше територіальної організації римо-католицької церкви знову не було, хоча у 1320-х роках у Вільнюсі та Наваградку існував один монастир німецьких домініканців та францисканців, що не припиняло спроб місіонерської діяльності. У 1387 р. За наказом великого князя Ягайла прибалтійське язичницьке населення почало масово переходити в католицизм, що вважається другою хвилею християнізації балтів у Великому князівстві Литовському. Ягайло заснував Вільнюську єпархію, яка була поділена на сім парафій (включаючи Абольци, Гейне та Креве). Пізніше великі князі (наприклад, Вітовт Великий) проводили політику релігійної толерантності, а феодальний клас (знать) складався як з католиків, так і з православних. У другій половині XVI ст. хвилі релігійної реформації, а потім і контрреформації торкнулися переважно дворянства. Кальвінізм став найпопулярнішою деномінацією серед протестантської знаті. Однак у 1590-х та 1600-х роках більшість протестантської та православної шляхти прийняли римо-католицизм, і лише незначна частина дотримувалась православ'я чи протестантизму. У 1596 р. Внаслідок Брестської унії православні єпископи перевели Литовську (Київську) митрополію до Святого Престолу у вигляді Російської уніатської церкви. У 1632 р. Король і великий князь Владислав Ваза з метою збереження релігійного миру та зміцнення традиційної толерантності в Речі Посполитій офіційно відновив Київську митрополію Константинопольського патріархату, яка після війни між Московською державою та Річчю Посполитою в 1654—1667 рр. була анексована Московською церквою.
Наприкінці XVIII ст. близько 70 % білорусів належали до греко-католицької церкви, 15 % — римо-католики, 7 % — євреї і лише 6 % — православні урядового синоду Російської імперії (Московської церкви). У 1839 р. Російська влада заборонила греко-католицьку церкву і примусово приєднала її членів до урядового синоду.

## Видатні білоруси
- Янка Купала — письменник
- Ковалевська Софія — математик.
- Громико Андрій Андрійович — міністр іноземних справ СРСР (1957—1985рр)
- Дідюля Валерій — гітарист та композитор.
- Домейко Ігнатій Іполітович — географ.
- Лев Сапега — полководець.
- Вітушко Михайло Опанасович — керівник антирадянських партизан у повоєнній Білорусі.